# Kathedrale Notre-Dame-du-Puy (Grasse)

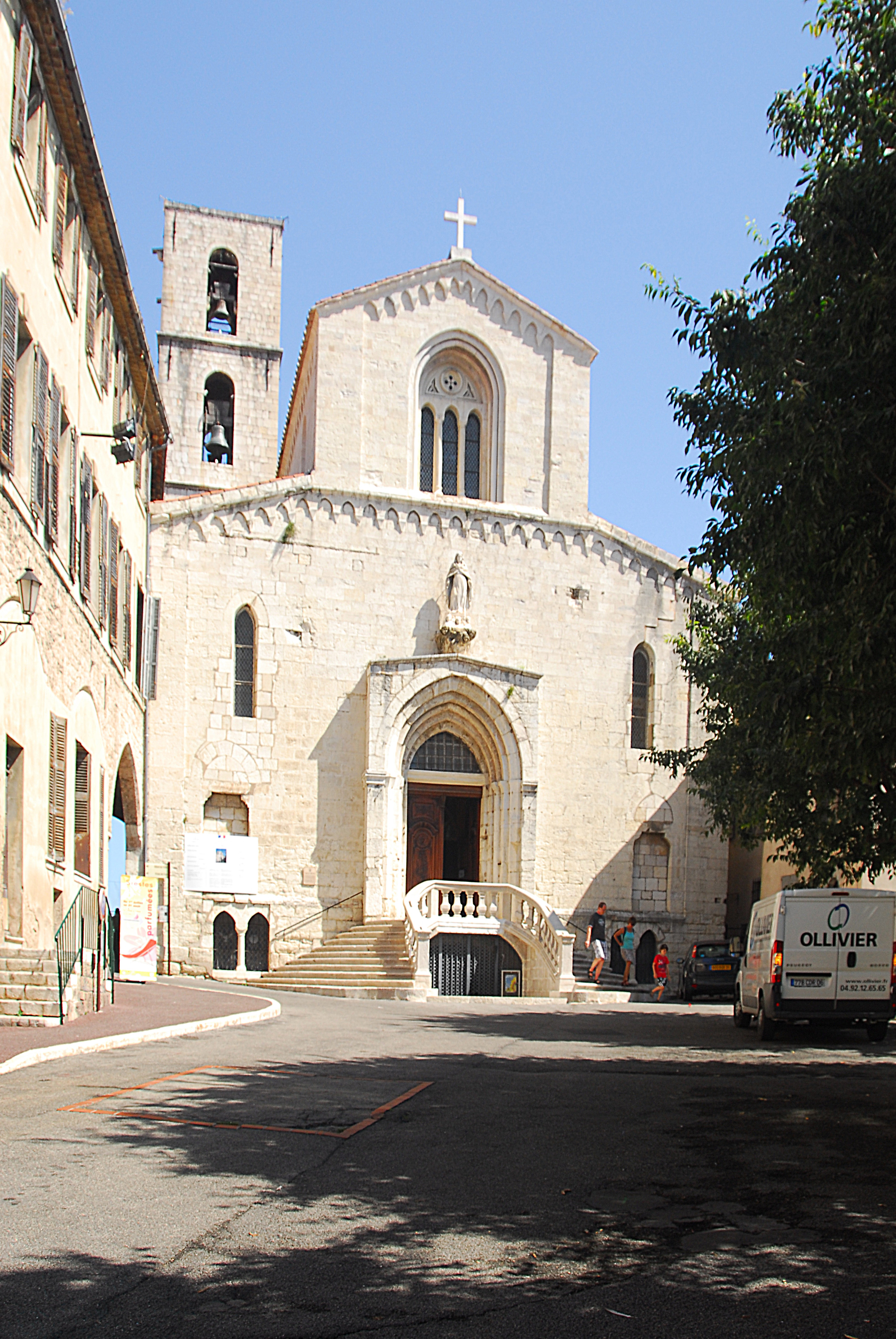
Kathedrale Notre-Dame-du-Puy von Grasse, Fassade

Die Kathedrale Notre-Dame-du-Puy krönt eine Hügelkuppe inmitten der Altstadt von Grasse, einer französischen Stadt im Département Alpes-Maritimes mit 48.669 Einwohnern (Stand 1. Januar 2022), zirka 20 Kilometer nördlich von Cannes, an der Côte d’Azur. Der Zusatz -du-Puy deutet auf diese Lage hin, da Puy Hügel bedeutet.
Grasse war vom 13. bis zum 18. Jahrhundert Bischofssitz.
Als Schutzpatron der Kathedrale wird der heilige Honorat von Arles genannt.

## Geschichte
Über die Ursprünge der Kathedrale von Grasse ist nichts bekannt. Das angebliche Datum ihrer Weihe im Jahr 1189 ist urkundlich nicht zu belegen. Nachgewiesen ist lediglich die Verlegung des Bischofssitzes von ursprünglich Antibes nach Grasse im Jahr 1244. Er ist unwahrscheinlich, dass im 12. Jahrhundert eine Pfarrkirche in dieser Größe gebaut worden ist und damit der Entwicklung der Stadt vorauseilen konnte, die erst Ende des 12. Jahrhunderts aufzublühen begann. Hingegen ist es schlüssig, dass es einen kleineren Vorgängerbau gegeben hat, der zum Zeitpunkt der Verlegung des Bischofssitzes durch eine neue, angemessen große Kirche ersetzt wurde, die dem Anspruch einer Kathedrale als Repräsentanz des Bischofs, der Domherren und der gesamten Diözese genügte.

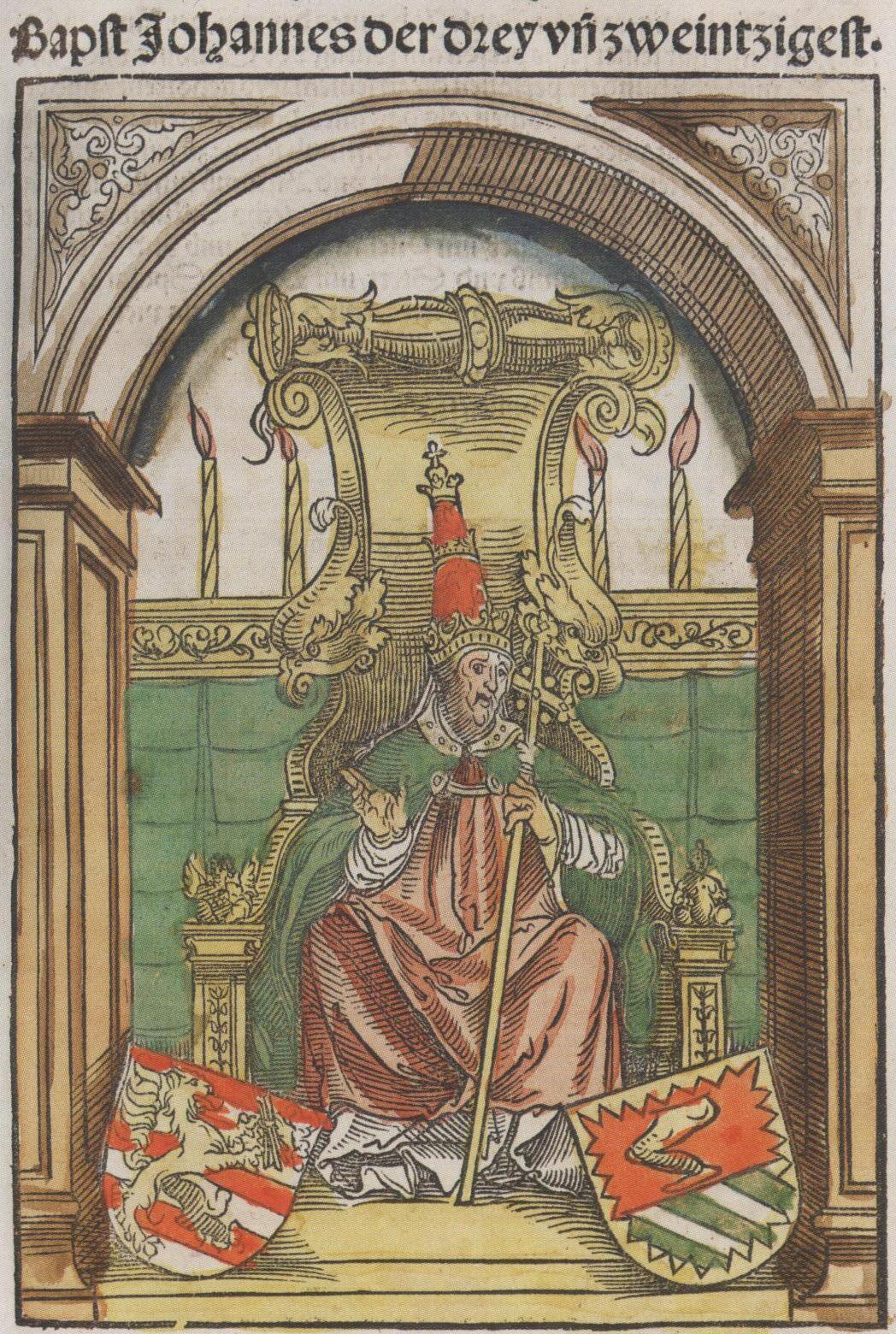
Johannes XXIII. (Gegenpapst) in der zeitgenössischen Konstanzer Konzilschronik

Neben Spuren am heutigen Bauwerk erinnern auch etliche Texte an die zahlreichen Vorkommnisse, die es im Laufe der Jahrhunderte erleiden musste. So wurde der Kirchturm im Jahr 1410 vom Blitz getroffen und erheblich beschädigt. Der Gegenpapst Johannes XXIII. ermächtigte 1414 den Bischof, 2000 Dukaten auf die Güter aufzunehmen und weiterhin den Ertrag mildtätiger Stiftungen zu verwenden, um die Wiederherstellung zu bestreiten.
In den Jahren 1539, 1551, 1603 und 1607 wurden an der Kirche verschiedene handwerkliche Arbeiten durchgeführt. Ein Protokoll von 1633 anlässlich eines Besuchs des Msgr. de Villeneuve gibt eine Vorstellung der mittelalterlichen Kathedrale in dieser Zeit. Außer dem Hochaltar gab es im Süden den Johannesaltar und im Norden den Annenaltar, den der Nôtre-Dame de Miséricorde am fünften nördlichen Pfeiler, zwei Altäre an der Rückseite der Fassade, den Antoniusaltar im Süden und den des Petrus von Alexandrien im Norden, und schließlich den Altar der zehntausend Märtyrer am zweiten nördlichen Pfeiler. Den Chor begrenzte im letzten Joch ein Triumphbalken mit Triumphkreuz, flankiert von Maria, Johannes und Maria Magdalena.
Im Jahr 1687 beschloss man den Abbruch der alten Chorapsis, um sie bis Ende 1690 durch einen neuen Chor zu ersetzen. Dieser wurde durch den Maurermeister Jean Laugier aus Grasse erbaut. Den Hochaltar in diesem Chor schuf der Bildhauermeister François la Coste, ebenso aus Grasse.

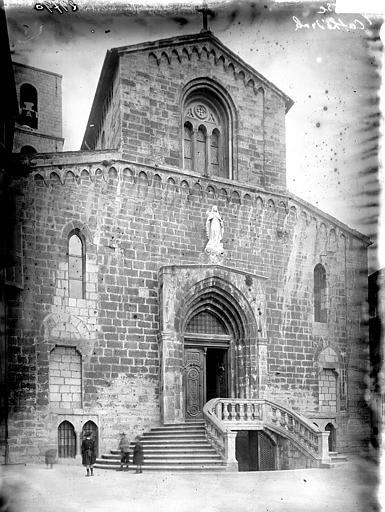
Foto der Fassade von Camille Entart (1862–1927)

Von 1714 bis 1722 entstand dann unter dem Boden der Joche eins bis fünf eine Krypta, was Maßnahmen zum Abfangen der hohen Auflasten erforderlich machte. Den Auftrag dazu erteilte Msgr. de Mesgrigny „wegen der Unordnung, die die Beerdigungen verursachten“. Damals entstand die doppelläufige Freitreppe vor der Fassade, zwischen der ein dritter Lauf in die Krypta hinunter führt.
Etwa zur gleichen Zeit beschnitt man die Höhe der Seitenschiffe durch den Einzug von Zwischendecken ohne ästhetische Ansprüche, um auf den so entstehenden Emporen für die gestiegene Zahl der Gläubigen mehr Platz zu schaffen. Der Einzug der Emporen führte aber nicht zur Veränderung der Pfeilerquerschnitte, was eine Untersuchung von 1948 nachgewiesen hat.
Von 1738 bis 1744 wurde die elegante Sakramentskapelle im Barockstil geschaffen, die quer zum südlichen Seitenschiff nach außen vortritt.
Am 15. Dezember 1742 vernichtete wieder ein Blitz den Glockenturm. Zwischen 1752 und 1757 hat Alexandre Gayet aus Riez, der ehemalige Bauunternehmer der Befestigungen von Grand Briançon, den Turm wieder aufgebaut.
1790 wurde das Bistum Grasse aufgehoben. Die alte Kathedrale, die während der Französischen Revolution (ab 1789) als Heuboden diente, wurde am 22. September 1795 durch einen Brand stark in Mitleidenschaft gezogen.

## Bauwerk

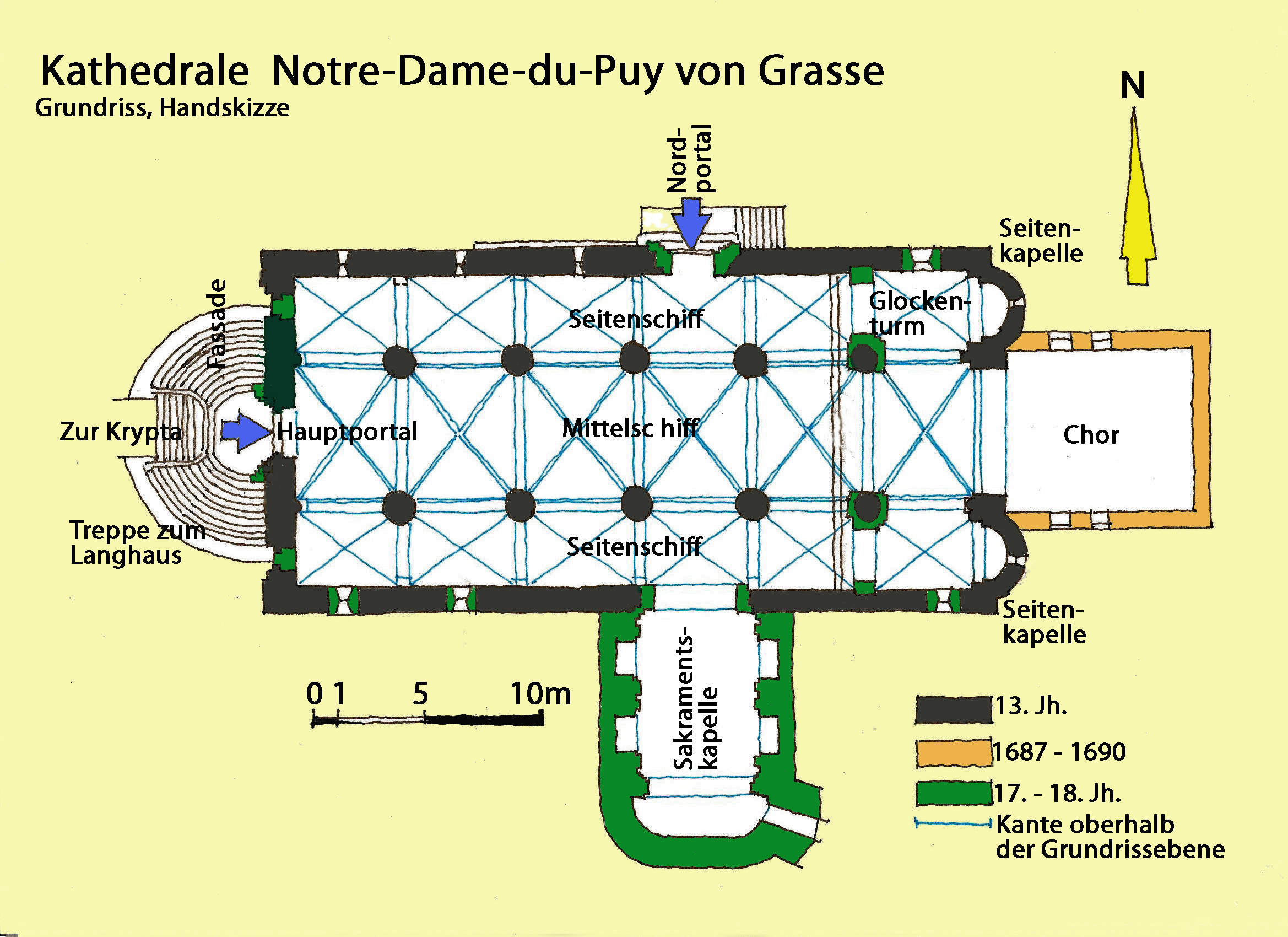
Kathedrale Notre-Dame-du-Puy von Grasse, Grundriss, Handskizze

Die Kirche ist aus einem harten, glänzend weißen Kalkstein von feiner Körnung gebaut, der an Ort und Stelle gebrochen wurde. Nach dem Stein nennt man sie auch de la Turbie (ein kleiner benachbarter Höhenort). Das gleiche Material wurde auch verwendet für die Kathedrale von Antibes.

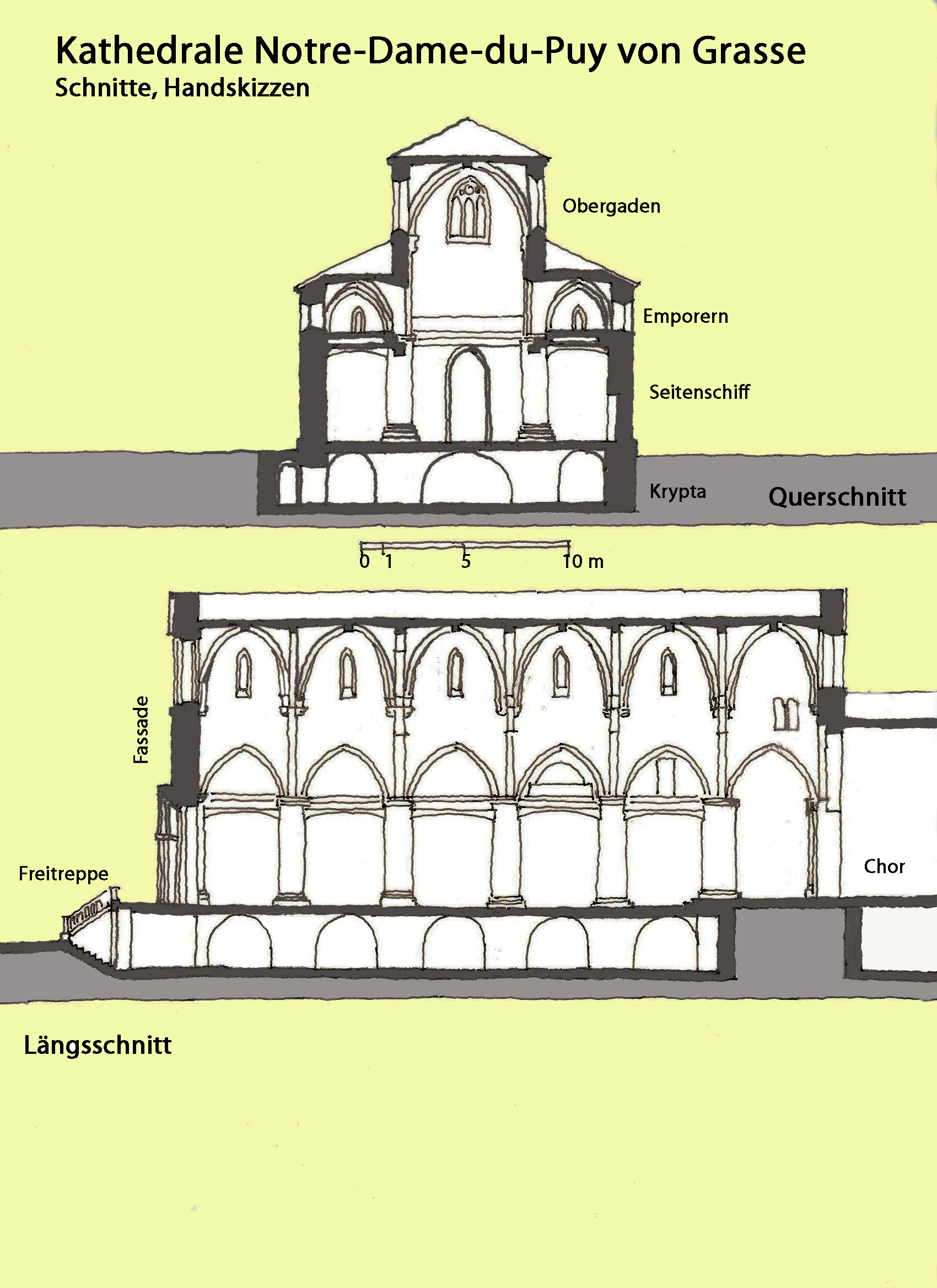
Kathedrale Notre-Dame-du-Puy von Grasse, Schnitte, Handskizze

Abmessungen aus Plan entnommen und hochgerechnet
- Gesamtlänge (außen): 41,75 m
- Langhauslänge (außen): 32,10 m
- Langhausbreite (außen): 15,95 m
- Langhausbreite (innen): 13,65 m
- Mittelschiffbreite (innen): 5,95 m
- Chorbreite (innen): 7,10 m
- Chortiefe (innen): 8,25 m
- Mittelschiffhöhe: 13,80 m
- Seitenschiffhöhe ursprünglich: 7,60 m
- Seitenschiffhöhe heute: 4,60 m
- Sakramentskapelle (innen): 5,10 × 7,90 m

### Inneres
Das Langhaus über einem lang gestreckten rechteckigen Grundriss und ist durch Scheidewände in drei Schiffe unterteilt, ein breiteres Mittelschiff, das von zwei schlankeren Seitenschiffen flankiert wird. In Längsrichtung wird es in sechs gleich breite Joche unterteilt. Die Joche des Mittelschiffs weisen leicht rechteckige Grundrisse in Querrichtung auf, die der Seitenschiffe sind auch leicht rechteckig, aber in Längsrichtung ausgerichtet.

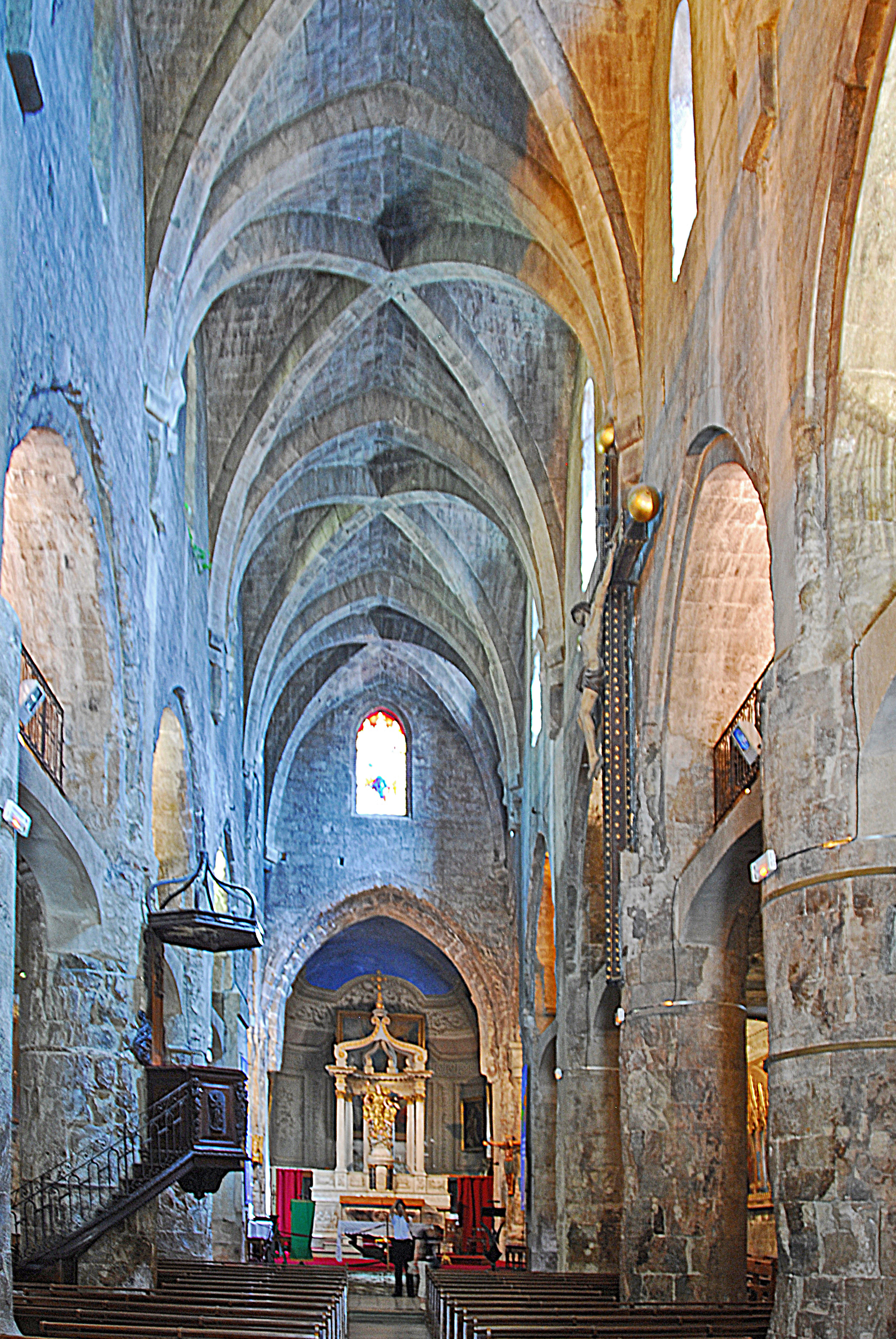
Mittelschiff zum Chor

Der basilikale Aufriss besaß ursprünglich recht hohe Seitenschiffe ohne Tribünen für immerhin etwa 500 Jahre. Die Mittelschiffwände stehen auf im Querschnitt kreisrunden Säulen, die durch spitzbogige Arkaden verbunden sind, deren Bögen auf den Säulenrändern aufstehen. Ihre Laibungskanten weisen scharfkantige Versätze auf. Oberhalb der Seitenschiffarkaden gibt es eine recht hohe geschlossenen Wandzone, die von kaum auftragenden Wandpfeilern über den Säulenachsen aufgeteilt werden. Weiter oben treten die Wandpfeiler etwas weiter vor und reichen bis in die Höhe der Bogenansätze der Gurte und Rippen. Sie werden dort von kapitellartigen Kragsteinen abgedeckt, auf denen jeweils ein Gurtbogen und zwei flankierende Kreuzrippen aufstehen. Die Säulen bleiben ohne Basen, haben stattdessen etwa 63 Zentimeter hohe, oberseitig abgeschrägte Sockel. Sie enden oben ohne besonderen Abschluss in Höhe der Bogenansätze der Arkaden. Die Pfeilerform kann dem italienischen Einfluss zugeschrieben werden. Das Schiff ähnelt den majestätischen Säulenreihen von Sant’Abbondio in Como. Auch dort findet man auf der Westwand und beidseitig des Chors halbrunde Säulen, auf denen die äußeren Arkadenbögen stehen. Ihre Kapitelle sind schlicht kubisch geformt. Zwischen dem fünften und sechsten Joch finden sich im Grundriss quadratische Pfeiler. Bei dem nördlichen handelt es sich um eine Verstärkung des runden Pfeilers beim Wiederaufbau des eingestürzten Kirchturms im 18. Jahrhundert. Aus Gründen der Symmetrie hat man damals auch den südlichen Pfeiler entsprechend ummauert. Auf den diesen Pfeilern gegenüberliegenden Außenwänden sind ebenso breite Wandpfeilervorlagen nachträglich angeordnet. Zwischen den Pfeilern und den Vorlagen der Wände sind leicht angespitzte Bögen gespannt, die den Arkadenbögen der Apsidiolen entsprechen. Derjenige im nördlichen Seitenschiff gehört ebenso zu Verstärkung des Turmunterbaus.

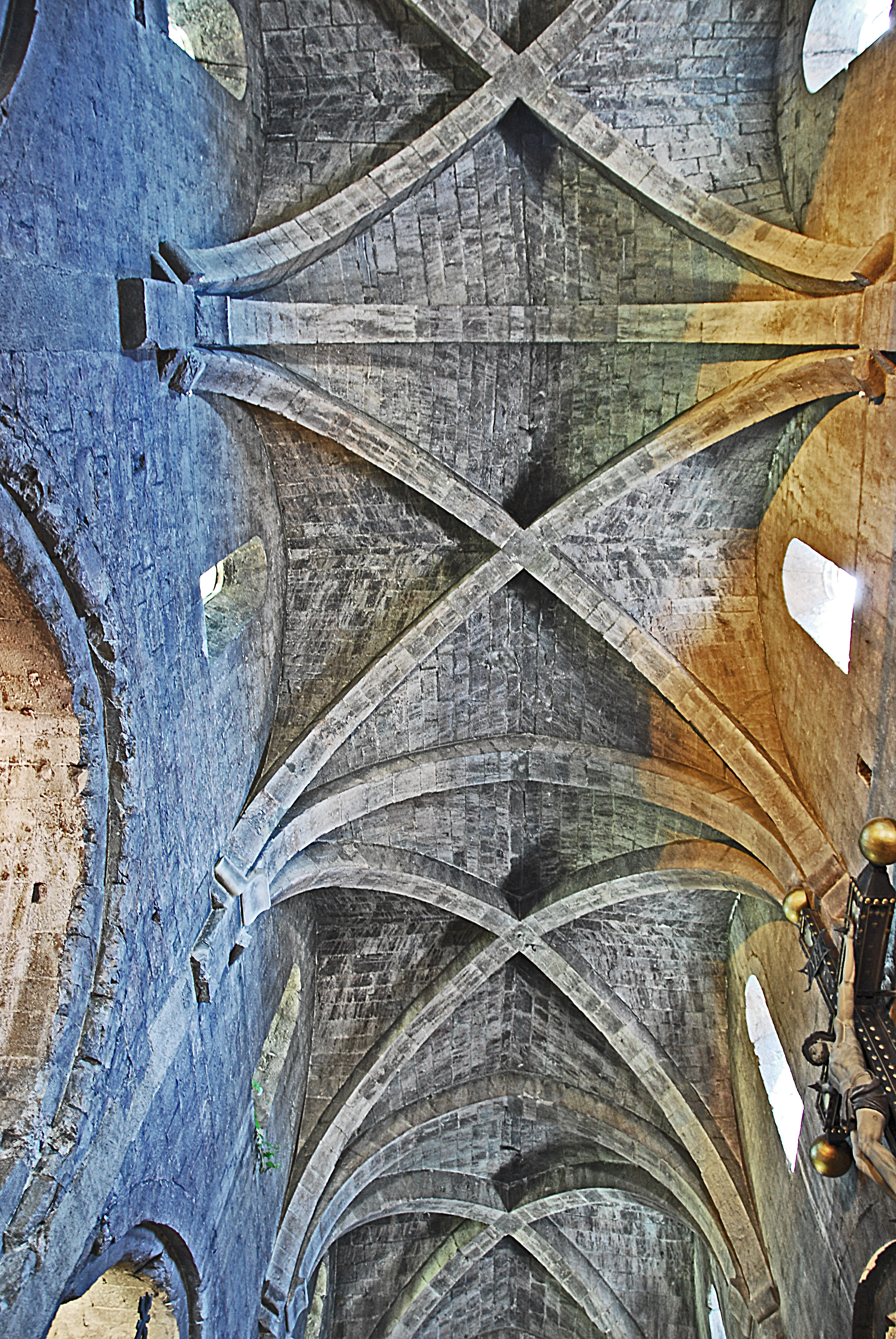
Kreuzrippengewölbe des Mittelschiffs

Die Kreuzrippengewölbe des Mittelschiffs mit im Querschnitt quadratischen Rippen stellen eine Meisterleistung der Steinmetze der Provence dar, die in der Hochschätzung antiker Monumente erzogen und aufgewachsen waren. Die Gurtbögen haben fast den gleichen Querschnitt wie die Rippen und stehen auf den vorstehend genannten Pfeilervorlagen. Auch die Kreuzrippen fallen schräg auf die Bogenansätze herab und enden zwischen den Pfeilervorlagen und den Wandoberflächen. Die Gurtbögen, wie auch die Kreuzrippen, die Schildbögen an den Wänden und dementsprechend die Gewölbezwickel sind deutlich angespitzt. Die Schlusssteine übernehmen die Querschnitte der ankommenden Rippen. In der Obergadenzone in Mitte der Schildbögen ist jeweils ein großes spitzbogiges Fenster ausgespart, dessen Gewände rundum aufgeweitet sind. Wegen des Glockenturms über dem letzten Joch des nördlichen Seitenschiffs wurde statt eines Fensters eine etwas tiefer liegende und leicht nach Osten verschobene Öffnung mit schlanken rundbogigen Zwillingsarkaden ausgespart, dessen Bögen gemeinsam auf einer schlanken Säule ruhen, die mit Kapitell, Kämpfer und Basis ausgestattet ist. Diese Öffnung in den Turm trägt nicht zu Belichtung des Schiffs bei. Im ersten Joch des Mittelschiffs ist in Höhe der Seitentribünen eine Balkendecke eingezogen, auf der eine große Orgel erhebt.
Die oberen Gewölbe der Seitenschiffe sind die ursprünglichen. Es sind Kreuzgratgewölbe, die von im Querschnitt quadratischen Gurtbögen unterstützt werden. Letztere stehen an den Wänden auf Kragkonsolen, die durch den nachträglichen Einbau der Emporenböden heute verdeckt sind. Die eingezogenen planen Decken der Seitenschiffe liegen knapp unter den Bogenansätzen der Arkadenbögen auf im Querschnitt rechtwinkligen Unterzügen, die unterseitig schwach korbbogenförmig sind und zwischen den Pfeilern gespannt sind. In den Seitenschiffen sind ebensolche Unterzüge von den Pfeilern zu den Wänden gespannt. Die glatten Untersichten der Deckenfelder sind an den Rändern rundum in breiten Kehlen ausgerundet. Ein Teil der Untersichten der Tribünen sind im Stil des Barock dekoriert. Die schiffseitigen Sichtseiten der Emporenböden sind oberseitig abgestuft. Darüber sind schmiedeeiserne Gitter als Absturzsicherung angeordnet. Im sechsten Joch der Seitenschiffe wurden keine Emporen eingezogen, da sich an deren Kopfenden Apsidiolen der Seitenkapellen neben dem Chor öffnen.

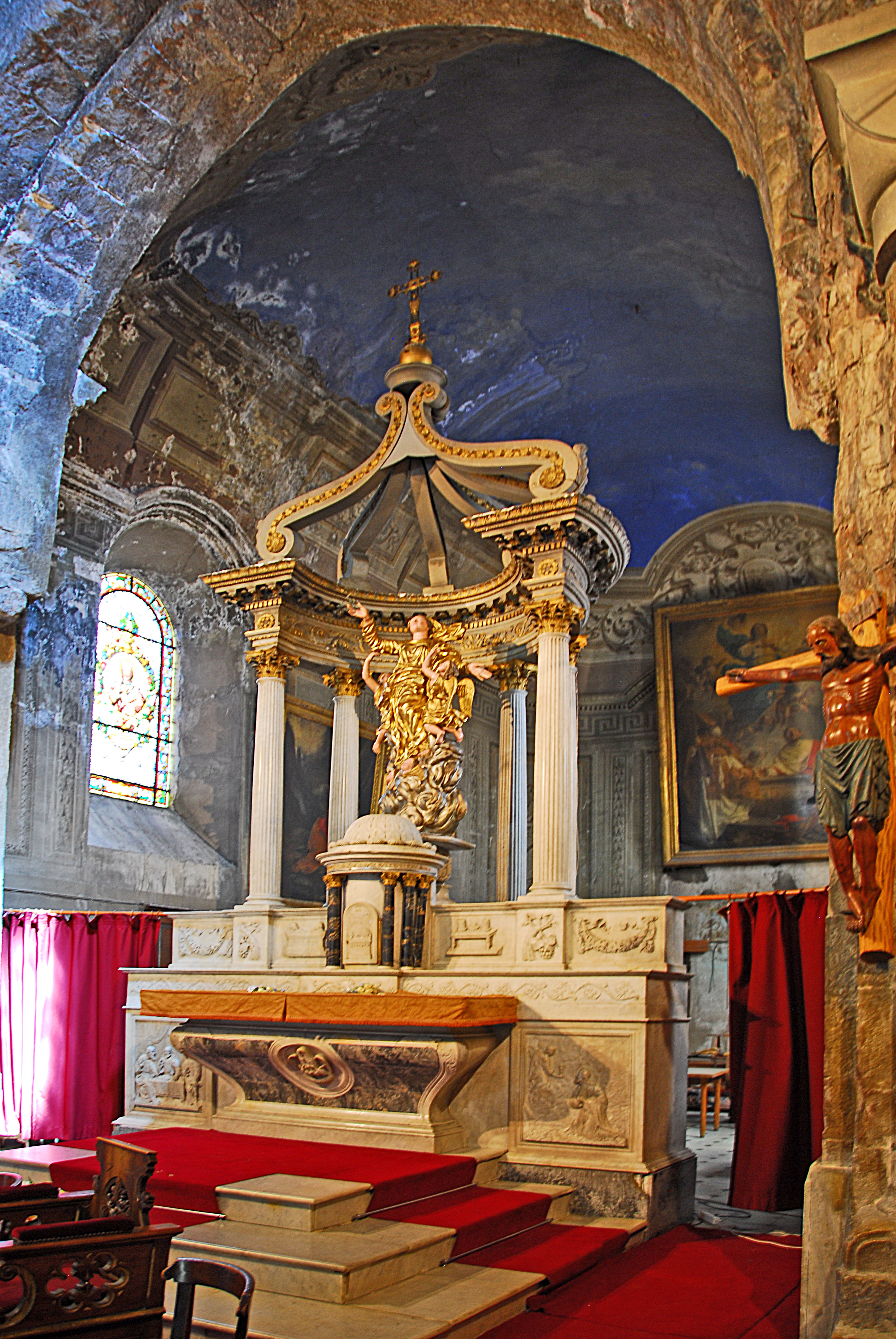
Chor mit Hochaltar

In den Seitenschiffen gibt es folgende Öffnungen: Im nördlichen Seitenschiff: Kleine rundbogige teils auch spitzbogige Fenster inmitten der Joche 1, 2, 3 und 6. Öffnung eines zweiflügeligen rechtwinkligen Seitenportals, von einer angespitzten Fensteröffnung überdeckt. Im südlichen Seitenschiff: kleine Fenster in den Jochen 1, 2 und 6. Große rechteckige Arkade in die Sakramentskapelle.
In der Westwand dominiert das große Hauptportal aus einer rechteckigen zweiflügeligen Tür mit einem spitzbogigen Fenster darüber. Ganz oben im Bereich des Schildbogens ist ein großes Fenster ausgespart, das mit Maßwerk mit drei Bogenständen dekoriert ist. Im Bereich der Emporen ist etwa mittig je ein spitzbogiges Fenster ausgespart. In der westlichen Kopfwand der Seitenschiffe gab es vor Errichtung der Freitreppe je ein Seitenportal mit einem halbrunden Fenster darüber, die aber zugemauert worden sind, als sie ihre Aufgabe verloren hatten.
In der Ostwand zwischen den Apsidiolen gab es ursprünglich einen Chor, vermutlich aus einem kurzen Chorjoch und einer halbrunden Chorapsis, die mit einer angespitzten Tonne überwölbt war, die in eine halbe Kugelkalotte überging. Der heutige fast quadratisch Chorraum wurde in der zweiten Hälfte des 17. Jahrhunderts neu errichtet. Er ist von einem Tonnengewölbe überdeckt und wird auf den Seiten von je zwei rundbogigen Fenstern belichtet. Der Raum birgt den Hauptaltar und ist barock dekoriert. In den Chor öffnet sich fast in ganzer Mittelschiffbreite eine spitzbogige Arkade mit profilierten Bögen auf profilierten Kragkonsolen. Dieser Triumphbogen ist im Scheitel etwas höher als die Arkaden der Scheidewände. Darüber ist inmitten des Schildbogens ein angespitztes Fenster ausgespart, das mit Maßwerk dekoriert ist.
Im fünften Joch des südlichen Seitenschiffs öffnet sich in der Außenwand ein rechteckiger Durchlass in die Sakramentskapelle. Diese besitzt einen rechteckigen Grundriss an den sich ein Chor geringer Tiefe mit ausgerundeten Ecken anschließt. In den Seitenwänden sind jeweils zwei große Nischen eingelassen, in denen Figuren eingestellt sind. Der Grundriss ist mit einem Tonnengewölbe überdeckt. Die Dekoration weist einen barocken Stil auf. Im Grundriss erkennt man in der südöstlichen Ecke des Chors einen Durchlass, der möglicherweise das durch den Anbau weggefallene Südportal ersetzen soll.

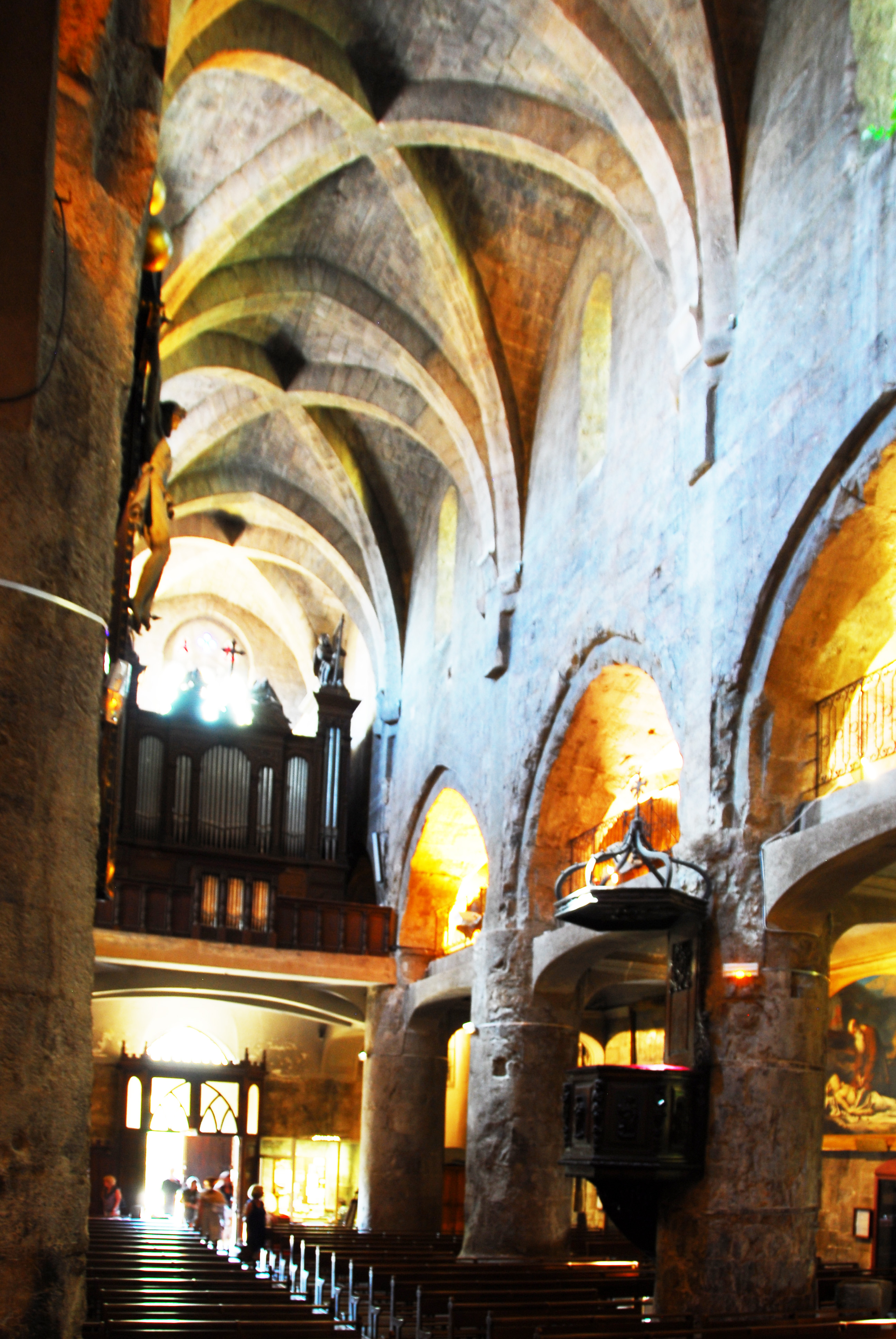
nördl. Scheidewand nach hinten
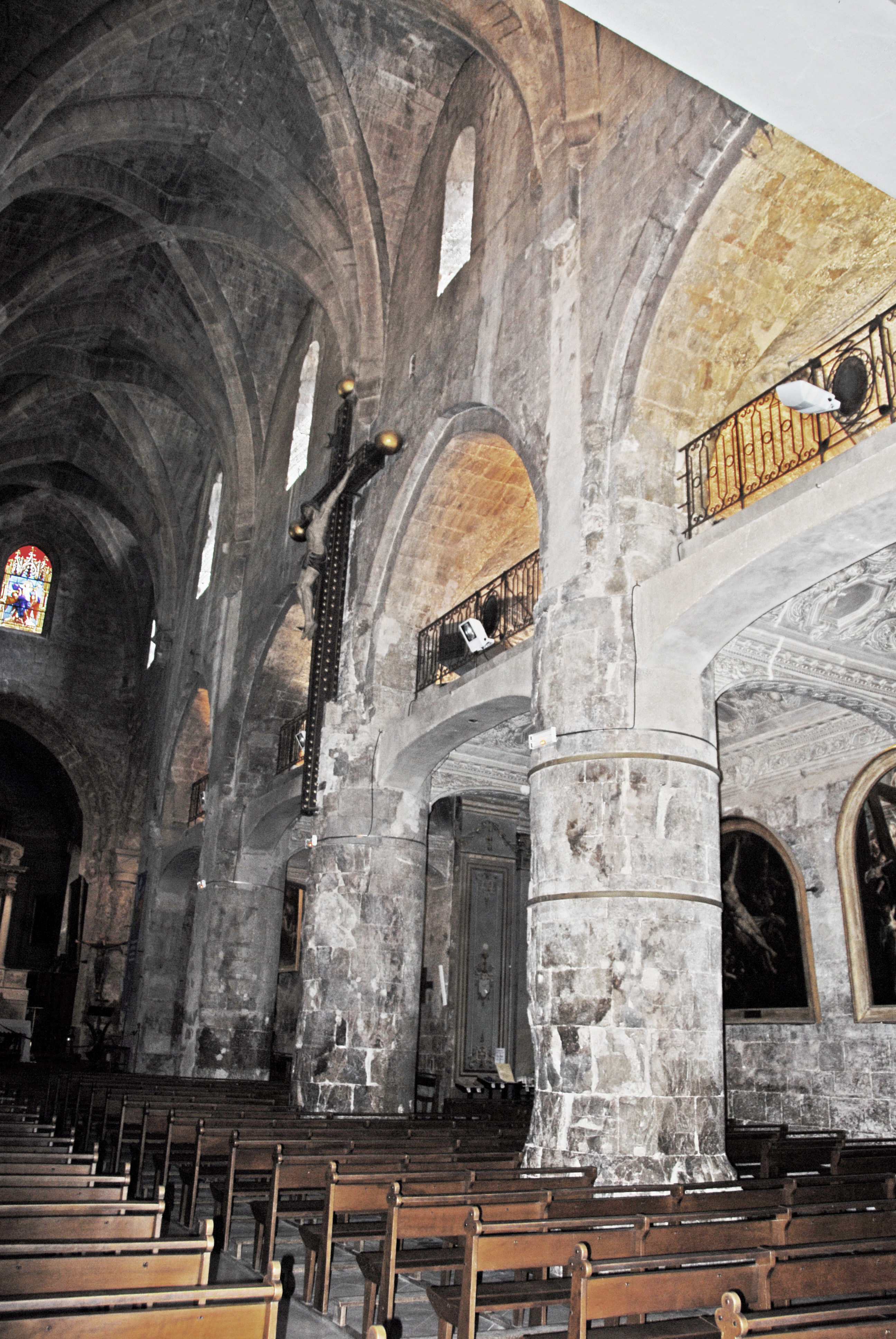
südl. Scheidewand zum Chor
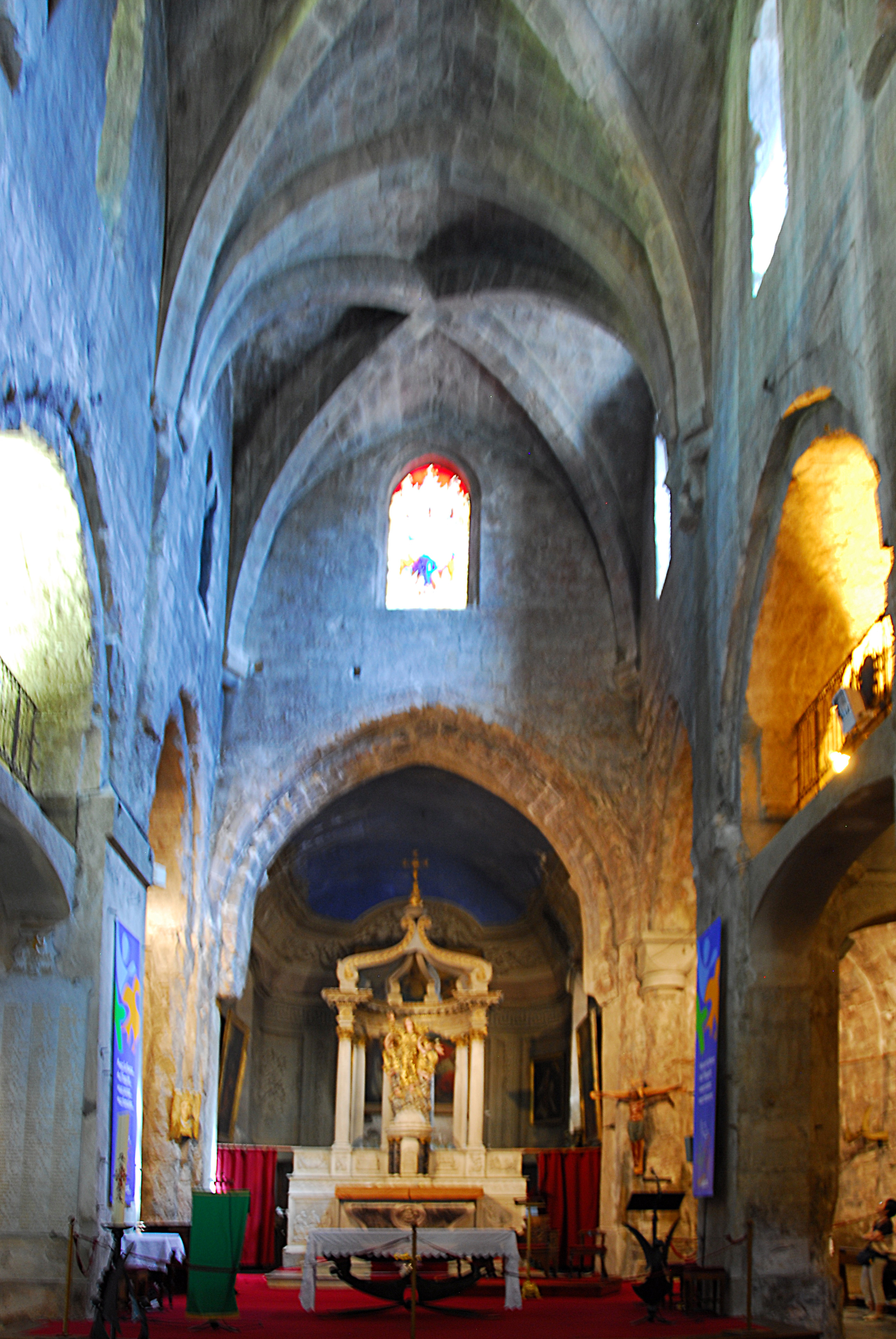
Chor aus Mittelschiff
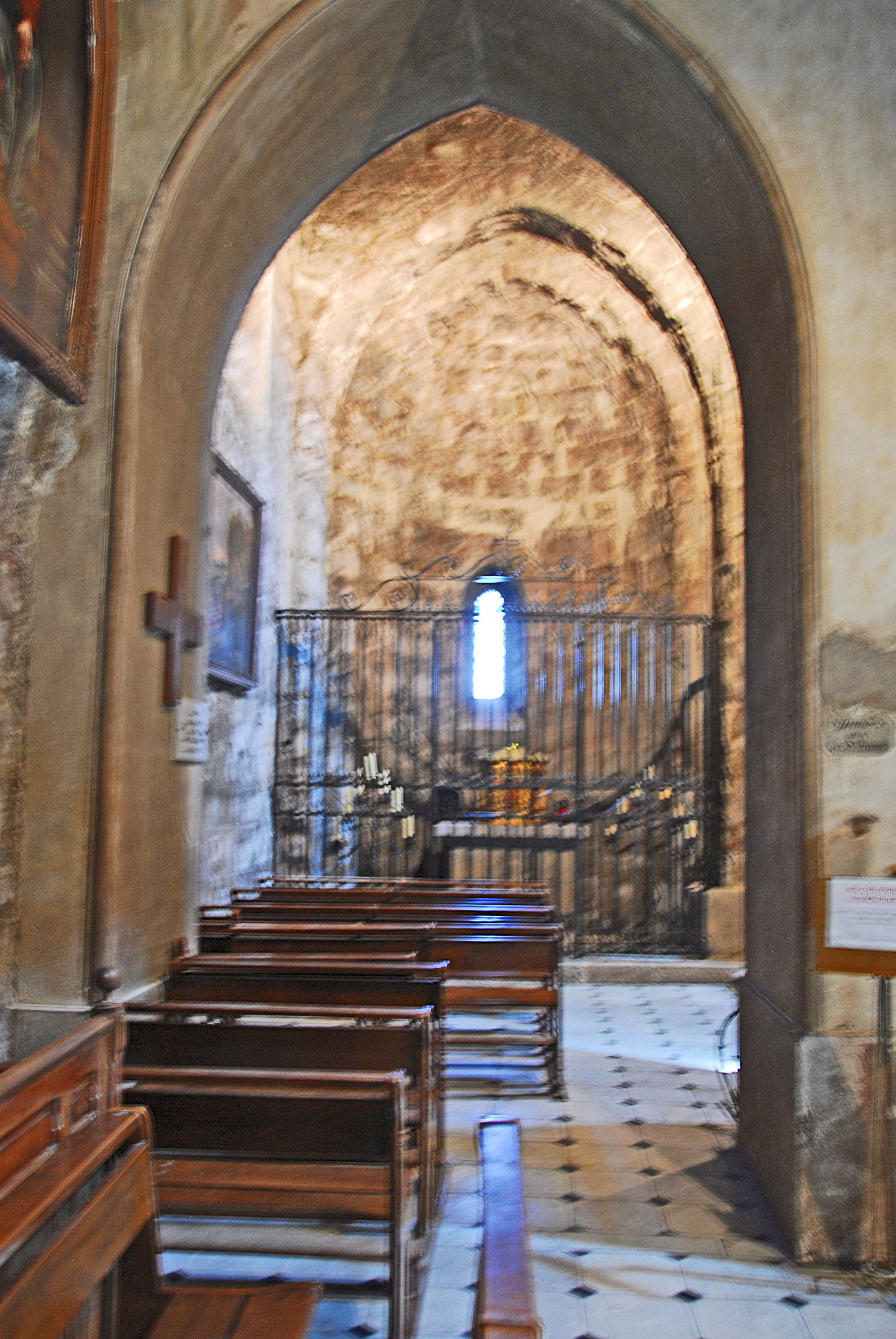
nördl. Seitenkapelle
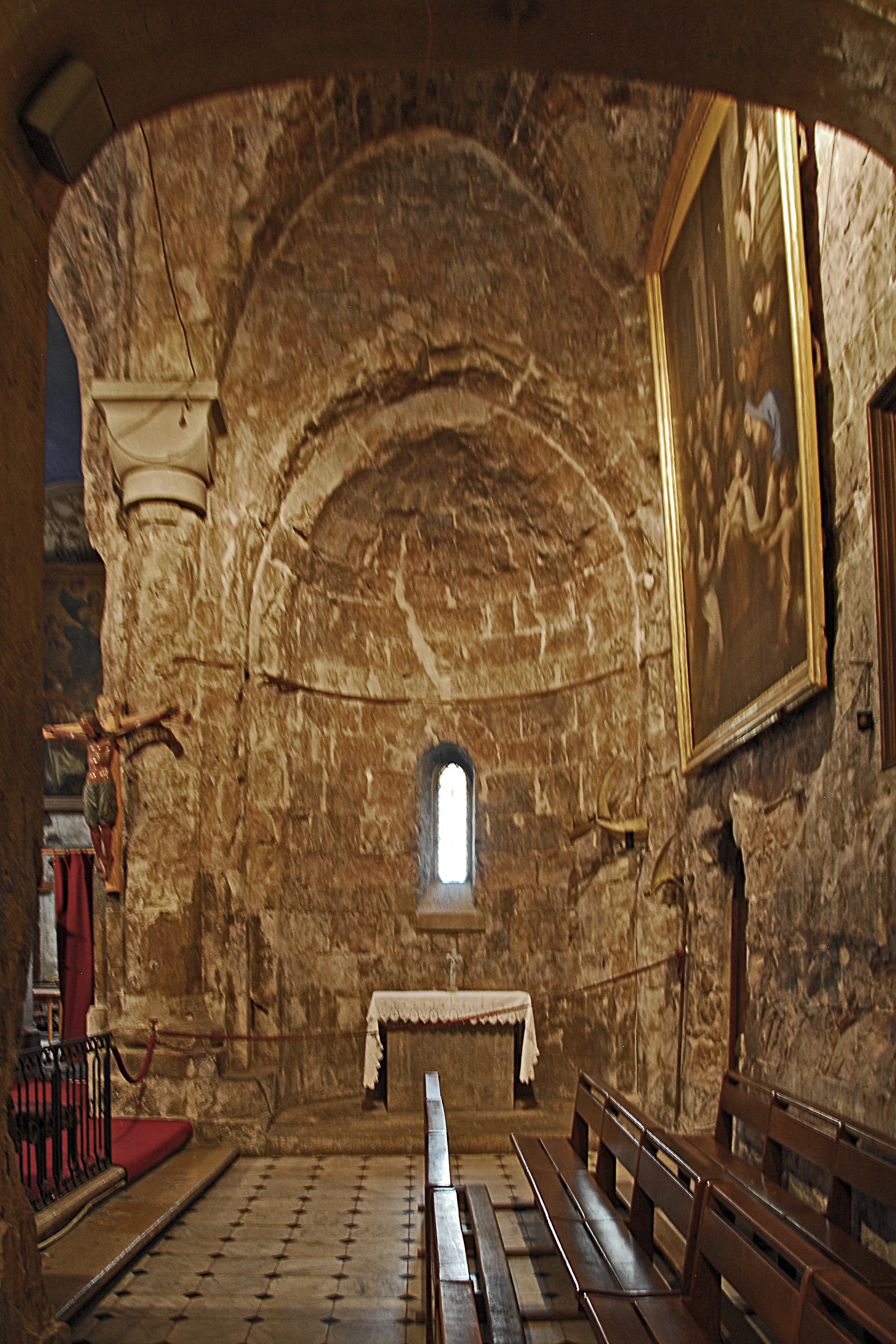
südl. Seitenkapelle
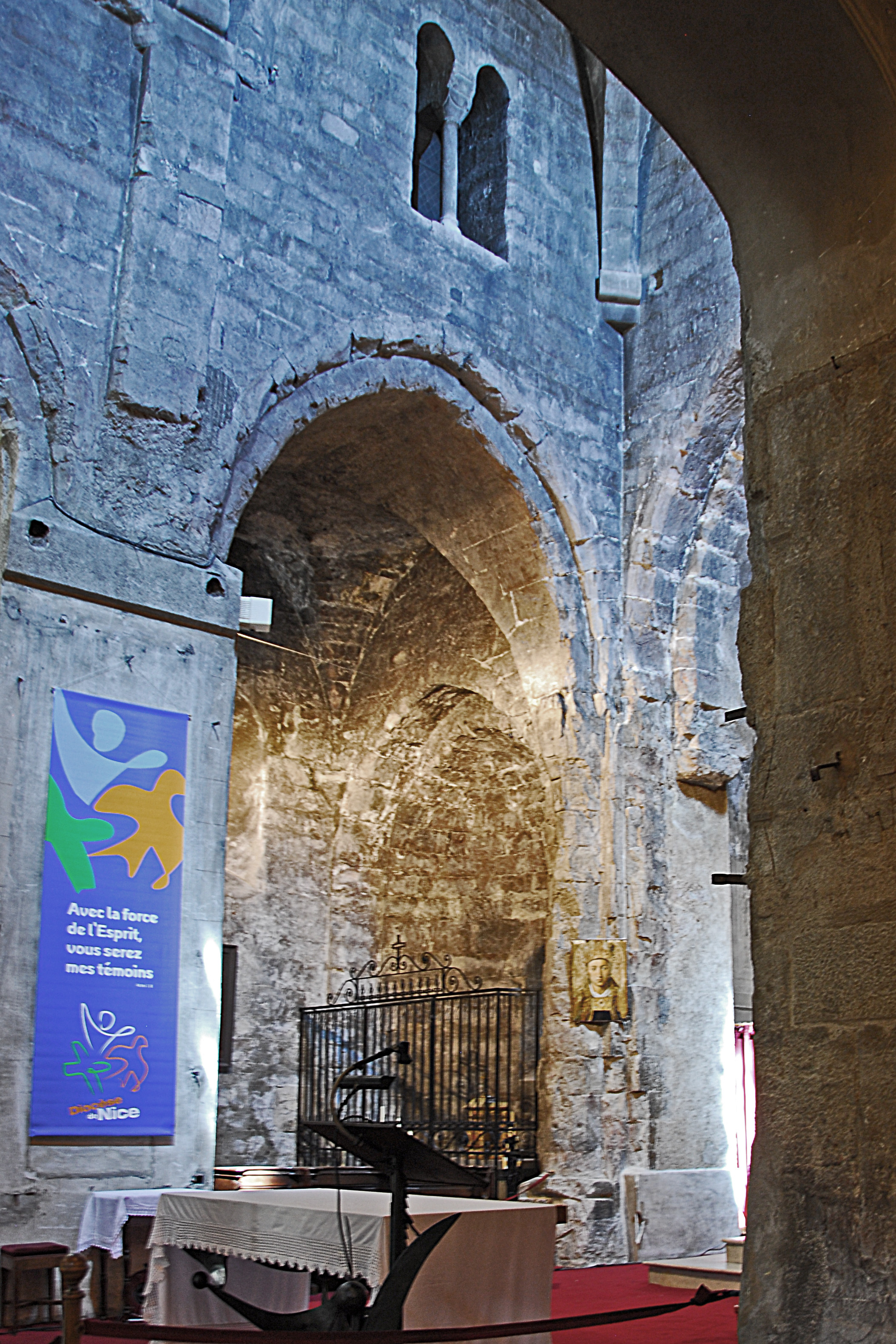
nördl. nördl. Scheidewand, Arkade Joch 6
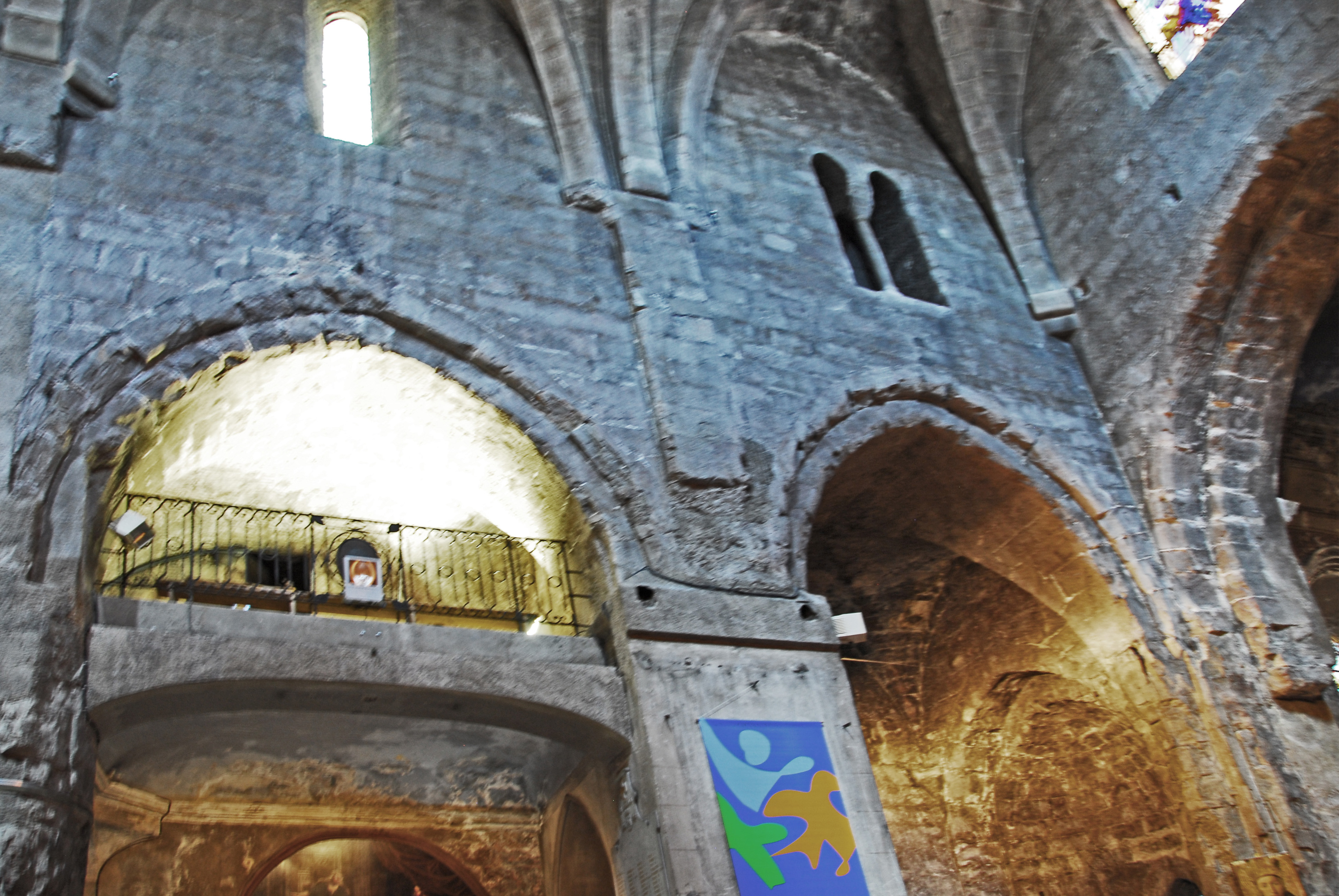
nördl. Scheidewandarkaden Joche 5 u. 6
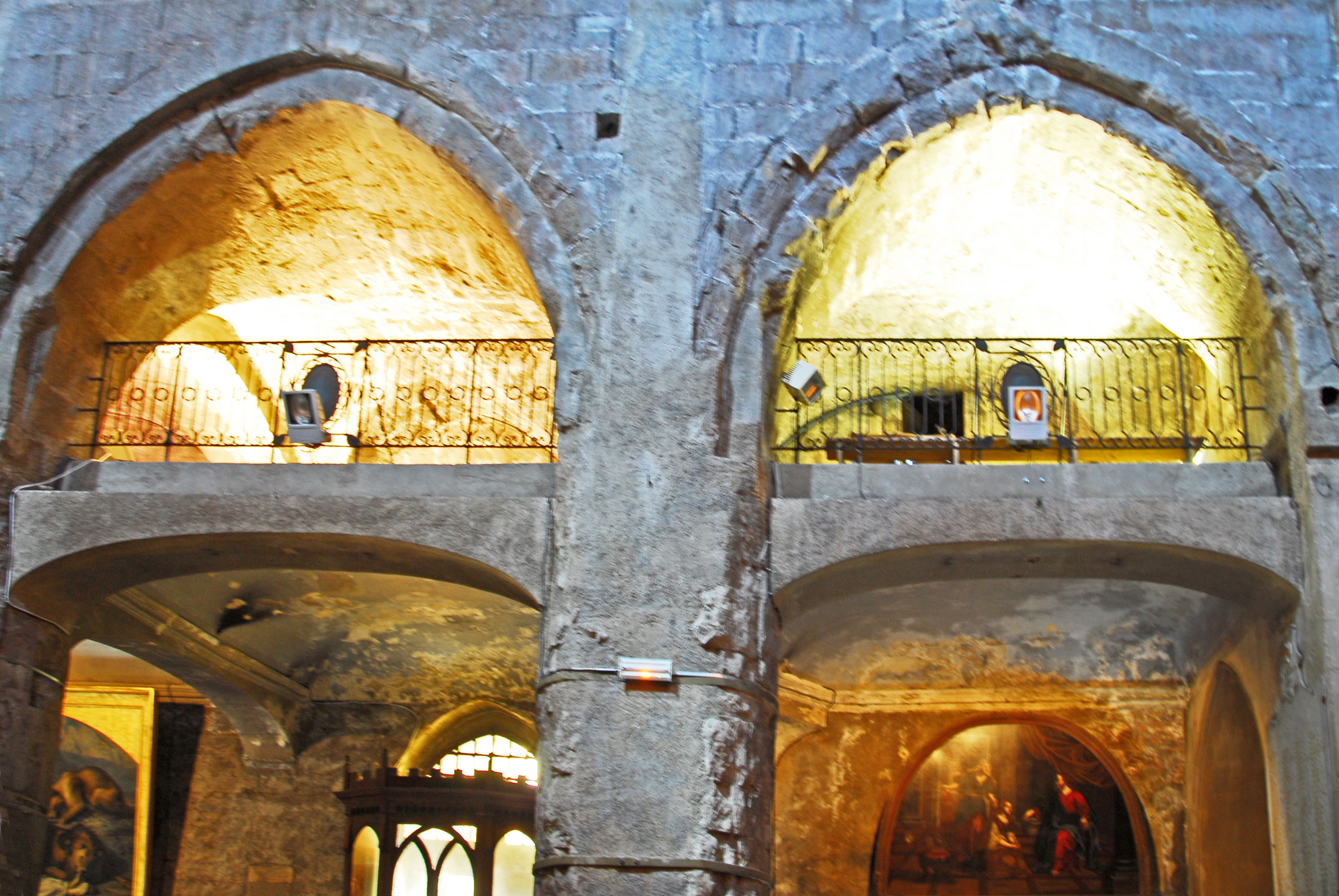
nördl. Scheidewandarkaden Joche 4 u. 5
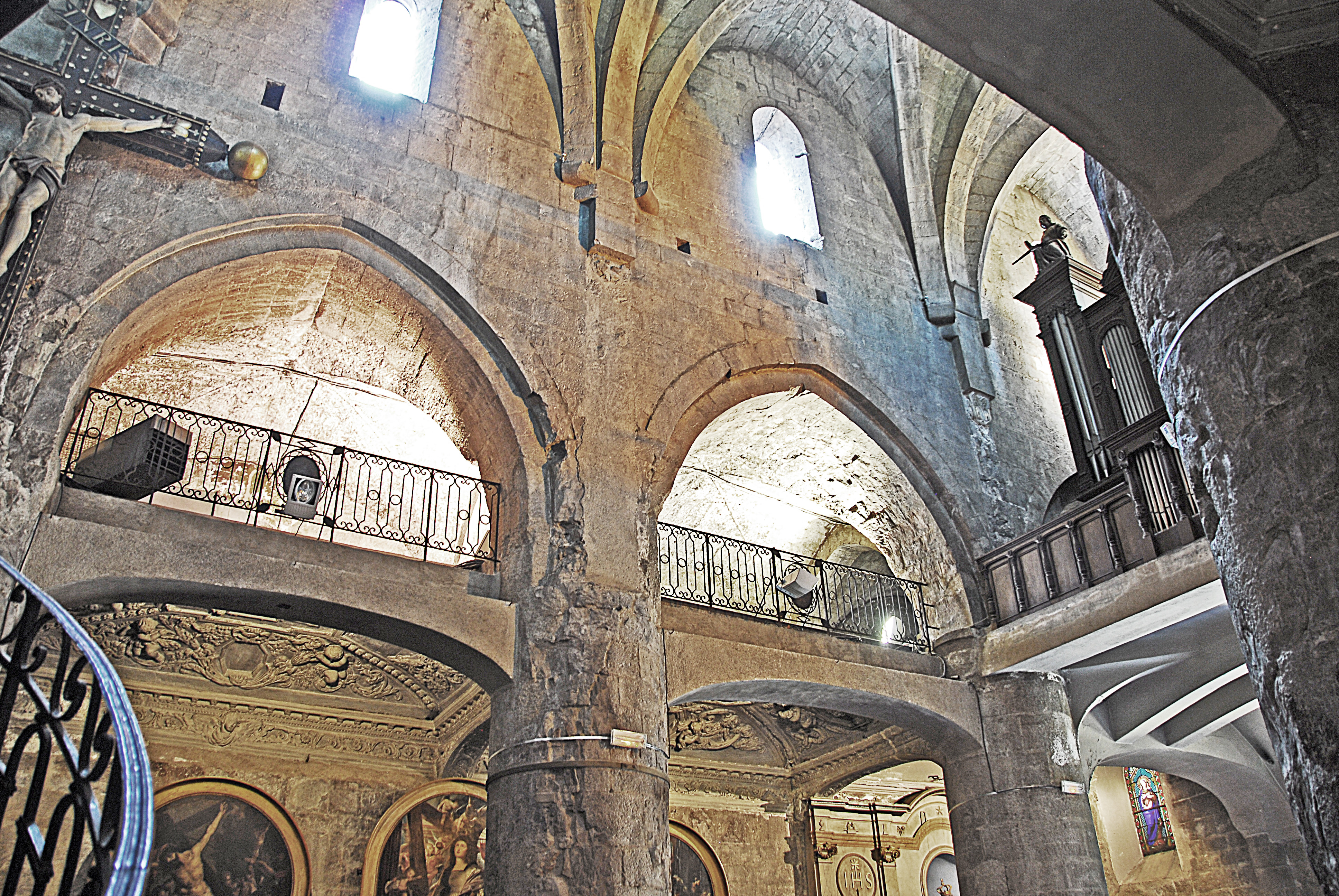
südl. Scheidewandarkaden 1–3
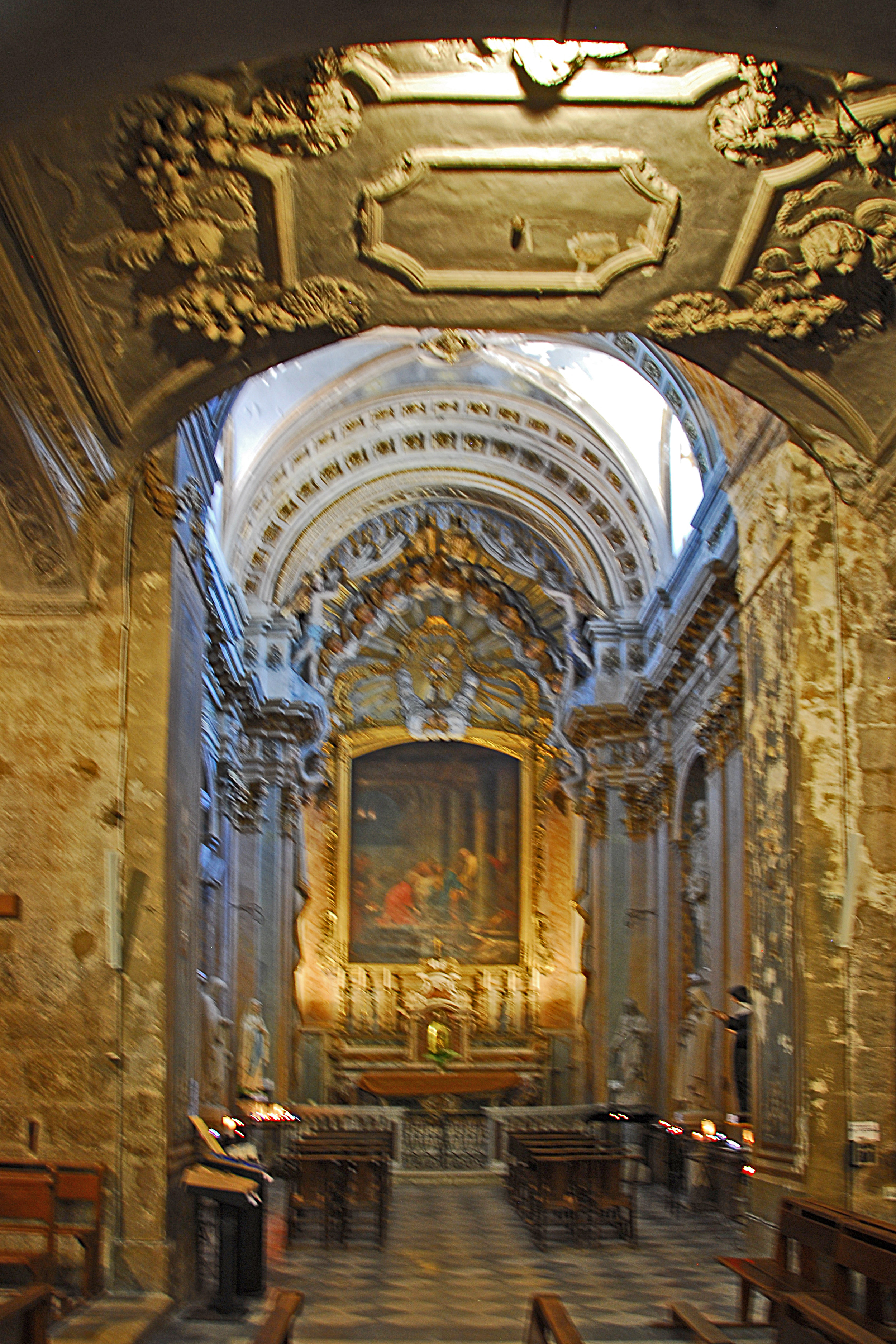
Blick in Sakramentskapelle

### Äußere Erscheinung

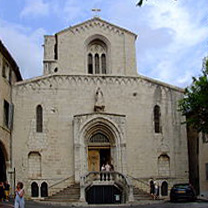
Fassade von Westen

Vom Äußeren der Kirche ist lediglich die Fassade, die Nordseite der Joche 3 bis 6 mit dem Glockenturm, die nördliche Apsidiole und die Nordwand des Chors einzusehen.
Die einfache, aber dennoch elegante Fassade weist ebenfalls lombardische Merkmale auf.
Dem Aufriss der drei Schiffe entsprechen die drei Portale, das Hauptportal mit gering ausladendem Vorbau dem Mittelschiff, die es flankierenden ursprünglichen kleineren Seitenportale den Seitenschiffen. Das Portal wurde ursprünglich von einer Vorhalle mit Baldachin geschützt, ähnlich dem der Kathedrale von Embrun. Es handelt sich um ein sechsstufiges leicht angespitztes Archivoltenportal aus dem 17./18. Jahrhundert, als man die Freitreppe baute.
Eine der innere Archivolten aus Säulen mit kubischen Kapitellen stammt vom ursprünglichen Portal aus dem 13. Jahrhundert. Die äußere Archivolte reicht hinauf bis über den letzten Bogenscheitel und wird mit leichtem Gefälle nach beiden Seiten abgeschlossen. Über der zweiflügeligen üppig dekorierten Holztür befindet sich in Höhe der Kämpfer der Archivolten ein profilierter Sturzbalken über dem sich ein leicht angespitztes Fenster öffnet. Der Portalvorbau wird bekrönt von einer Marienstatue.

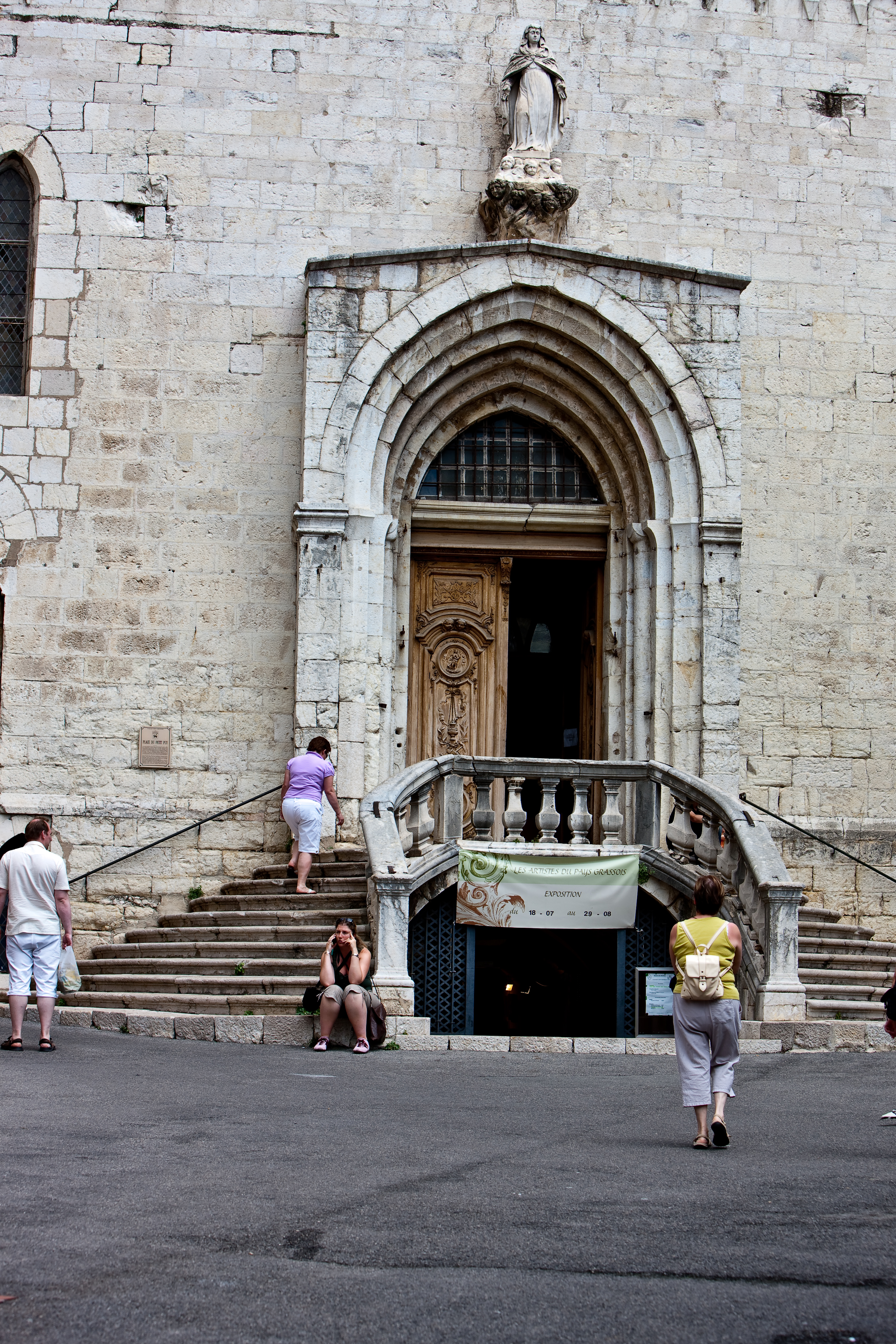
Hauptportal

Die nahezu schmucklosen ehemaligen Seitenportale waren einflügelig und sind aus der Mitte der Seitenschiffe etwas nach außen verschoben. Sie bestanden aus rechteckigen Türöffnungen, in die in den oberen Ecken profilierte Kragsteine hineinragten, auf denen oberflächenbündig Sturzbalken aufliegen. Der darüber befindliche angespitzte Keilsteinbogen umschließt heute als Entlastungsbogen eine ebenso oberflächenbündige Ausmauerung, die aber auch eine Fensteröffnung gewesen sein konnte. Die beiden Türöffnungen sind rückspringend vermauert worden. Die so entstandenen Nischen lassen das Ganze als unfertige Baustelle erscheinen. Die Seitenportale verloren mit der Herstellung der großen gerundeten Freitreppe ihre Funktion. Die drei Portale lassen vermuten, dass die Fassade vor Erstellung der Krypta und der heutigen Freitreppe eine über die ganze Langhausbreite reichende Freitreppe besaß die die Horizontale betonte.
Ein gutes Stück über den Seitenportalen ist in der Mitte der Seitenschiffe jeweils ein schlankes spitzbogiges Fenster ausgespart.
Der untere Bereich der Fassade wird oberseitig von einem lombardischen Bogenfries abgeschlossen, das in Breite des Mittelschiffs in Höhe der Pultdachfirste der Seitenschiffe zunächst waagerecht, und über den Seitenschiffen knapp unter und parallel zu den Pultdachortgängen schräg verläuft. Es weist oberseitig ein schlankes Kragprofil auf. Knapp einen halben Meter über der Schwelle des Hauptportals steht die Fassadenwand auf einem geringen Sockelvorsprung, dessen Außenkanten aufwärts abgeschrägt sind. In deren Höhe liegen die Schwellen der Seitenportale.
Die ganze Komposition wird beherrscht von der hoch aufragenden Giebelwand des Mittelschiffs. Die beiden Seiten werden durch breite Lisenen begrenzt, die am oberen Ende in einen lombardischen Bogenfries übergehen, der knapp unter den leicht auskragenden Ortgängen des Satteldachs bis hoch zum First verläuft. In der Mitte der Giebelwand ist ein großes leicht angespitztes Fenster ausgespart, das auf dem unteren Bogenfries aufsteht. Die Gewändekanten sind in drei Rückversätze ausgelost. Das Fenster wird bis in Höhe seiner Bogenansätze durch Säulchen mit kubischen Kapitellen in drei schlanke leicht angespitzte Öffnungen unterteilt. Knapp über deren Scheiteln steht eine angespitztes Bogenfeld, das mit dichtem Maßwerk dekoriert ist. Das Fenster erinnert an ein italienisches Detail.

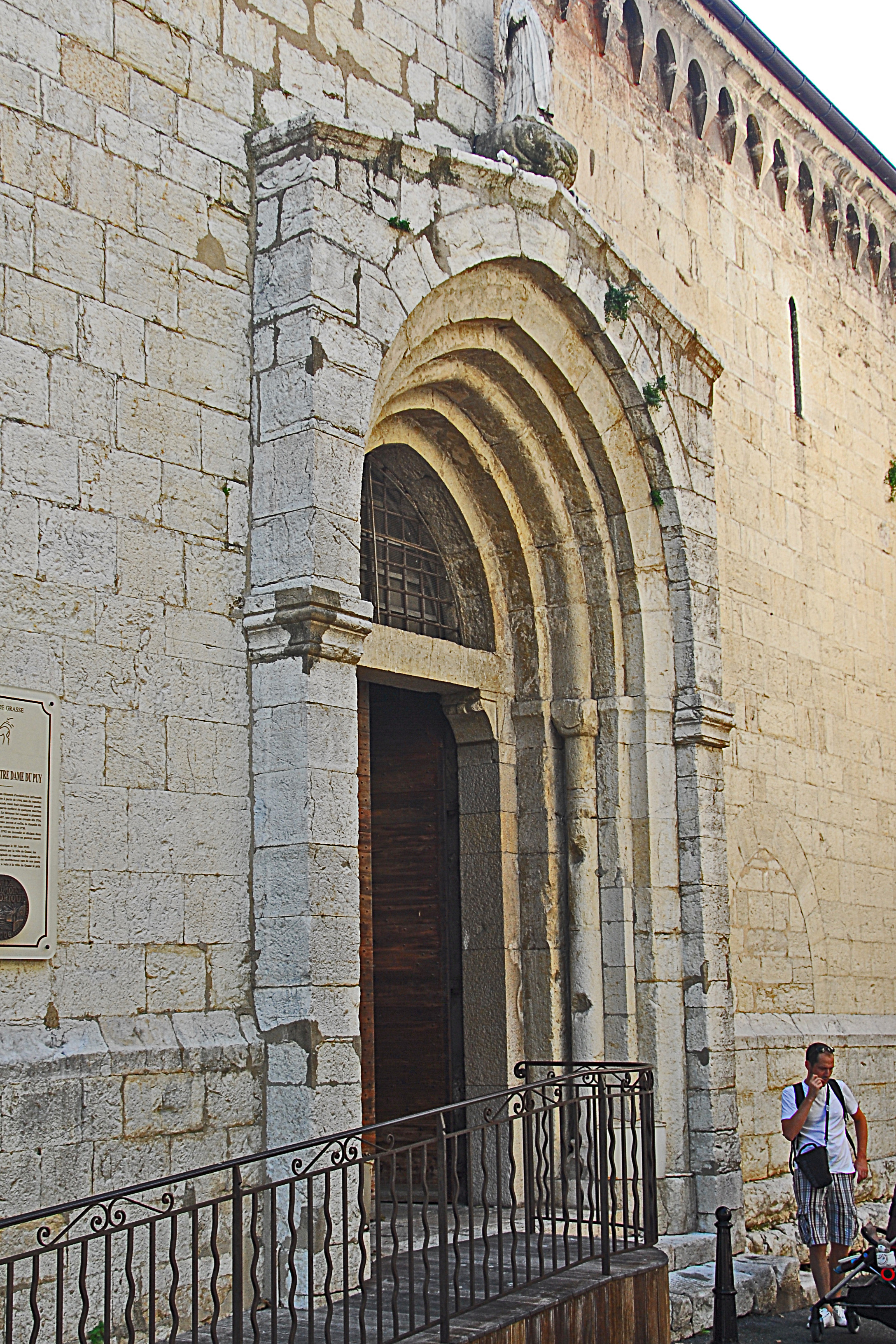
Nordportal

Die Freitreppe erschließt sowohl das Langhaus als auch die darunter befindliche Krypta und besteht aus drei Läufen. Sie besitzt insgesamt einen halbkreisförmigen Grundriss, dessen Stufen sich um das halbkreisförmige Podest vor dem Portal herum winden. Etwa in Breite des Portalvorbaus öffnet sich vor dem Podest ein fast rechteckiger Bereich, der seitlich von Wänden und darüber von einer steinernen Balustrade, im Verlauf der nach oben führenden Läufe begrenzt wird. Letztere bestehen aus 12 und 13 gebogenen Stufen. Zwischen den Balustraden führt eine dritte Treppe abwärts bis unter das Treppenpodest, wo sich der Eingang in die Krypta befindet. In dem oben genannten Sockel der Fassade ist im Bereich der ersten drei Treppenstufen beider Seiten, oder in der Achse des Seitenschiffs, je ein Zwillingsfenster mit schlanken Öffnungen ausgespart, das den rückwärtigen Bereich der Krypta belichtet. Die beiden leicht angespitzten Bögen stehen gemeinsam auf einem Säulchen mit einem kubischen Kapitell und einer ebensolchen Basis.
Auf der Nordseite, wo sich der Bischofspalast befindet, ist im vierten Joch des Seitenschiffs ein Seitenportal eingelassen, das große Ähnlichkeiten mit dem Hauptportal im Westen aufweist. Die Gewände wurden im 19. Jahrhundert recht ungeschickt restauriert. Die inneren Archivolten stammen aus dem 13. Jahrhundert, eine davon besteht wieder aus Säulchen mit kubischen Kapitellen. Die drei äußeren stammen aus dem 18. Jahrhundert. Die profilierten Kragsteine unter dem Türsturz sind modern. Ein ebensolches Seitenportal gab es vor der Errichtung der Sakramentskapelle auf der Südseite. Über die ersten vier Joche der Nordwand verläuft unmittelbar unter dem weiter ausladenden Traufgesims ein Bogengesims wie man es von der Fassade schon kennt. Im dritten Joch erkennt man hoch oben in der Mauer eins Schießscharte. Unter den Traufen dieser Wand ist eine Hängedachrinne angebracht, die das Regenwasser über Fallrohre kontrolliert ableitet.

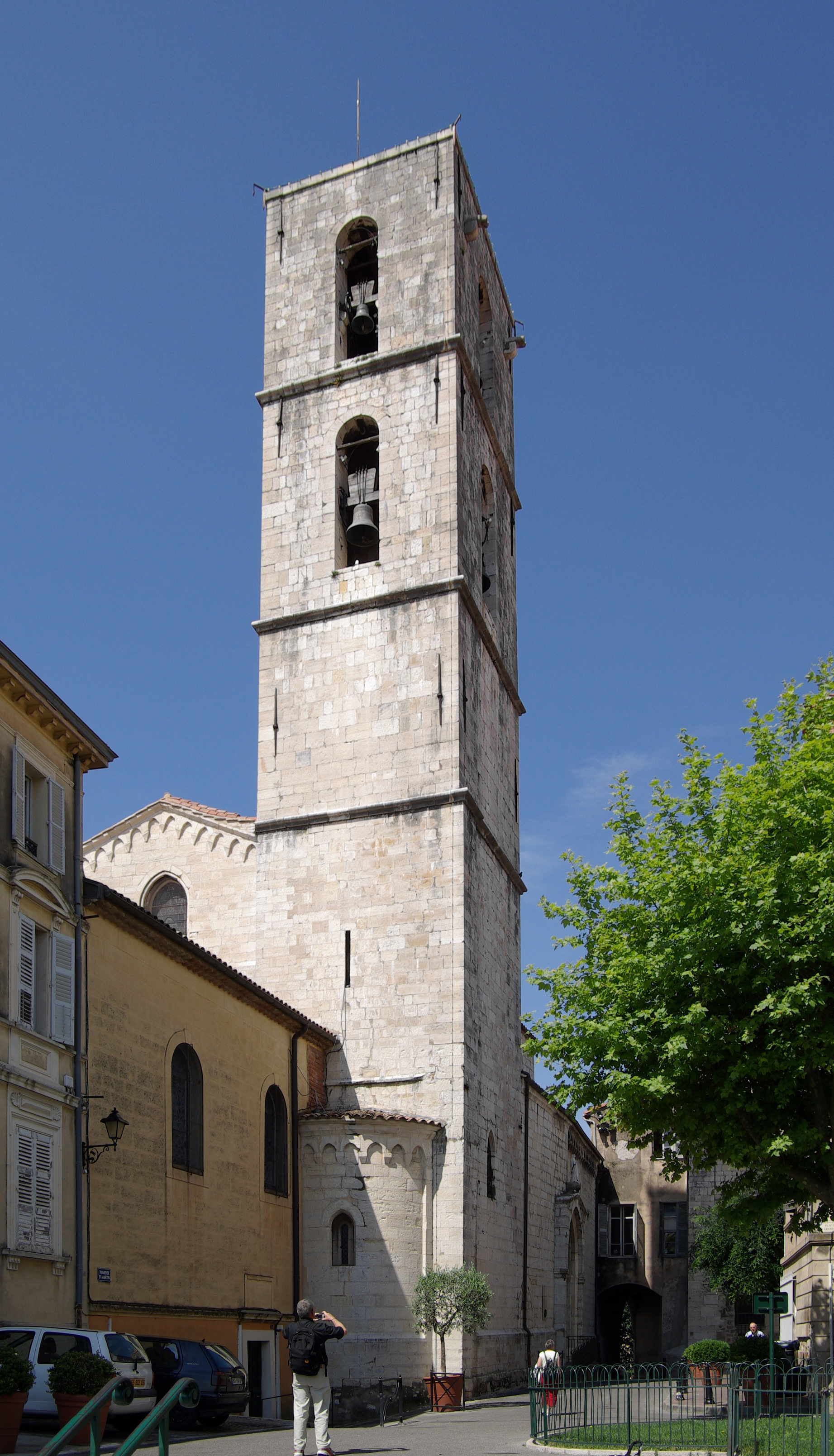
Glockenturm und Chor von NO

Man wundert sich über die sehr kleinen Fenster in den Wänden der Seitenschiffe. Dies wurde vorgenommen, um sie so wenig wie möglich zu schwächen.
Am ganzen Bauwerk kennt man keine Strebepfeiler, sowohl in den Seitenschiff- wie in den Mittelschiffseitenwänden. Das für diese Gegend kühne Mauerwerk verlässt sich demnach ganz auf seine Wanddicken, mit gut einem Meter, und die Qualität seines Mauerwerks.
Auf dem sichtbaren Teil der Nordwand und der nördlichen Apsidiole verläuft der gleiche Sockel, wie auf der Fassade.
Vom ursprünglichen Chorhaupt ist der mittlere Abschnitt aus einem Chorjoch und einer halbrunden Apsis nicht mehr erhalten. Lediglich der äußere Teil der seitlichen Apsidiolen vor den Kopfenden der Seitenschiffe ist sichtbar geblieben. Sie sind von halben Kegeldächern mit Ziegeln in römischem Format überdeckt, deren Traufziegel über einem Traufgesims frei auskragen. Unmittelbar unter diesem Traufgesims gibt es wieder das bekannte Bogengesims, das an seinen Enden oberflächenbündig in schlanke Lisenen übergeht. Der ursprünglich mittlere Abschnitt des Chorhauptes war ähnlich gestaltet. Er wurde im 17. Jahrhundert durch ein nüchternes Bauwerk eines neuen Chors, der auf einem fast quadratischen Grundriss steht und von einem flach geneigten Satteldach überdeckt ist, dessen Traufen die Apsidiolendächer um etwa 1,50 Meter überragen. Seine Ostwand ist gänzlich verdeckt durch das unmittelbar angeschlossene Nachbargebäude. Die nördliche Seitenwand des Chors ist von zwei rundbogigen Fenstern durchbrochen. Auf dieser Seite erkennt man, dass der Chor gänzlich unterkellert ist. Der Keller weist hier eine Zugangstür und einen großen rundbogigen Durchlass auf. Über dem Dach des Chors sieht man noch den oberen Teil der östlichen Giebelwand des Mittelschiffs, dessen Ortgänge wieder von den bekannten Bogengesimsen dekoriert sind. Inmitten der Giebelwand ist ein angespitztes Fenster ausgespart.
Über dem leicht rechteckigen Grundriss des sechsten Jochs des nördlichen Seitenschiffs erhebt sich der Glockenturm. An seiner Südmauer entstand im 18. Jahrhundert der massive Unterbau, dessen aufeinander folgenden Einstürze eine vollständige Umarbeitung und Verstärkung erforderlich machten.
Der heutige Glockenturm stammt aus dem 18. Jahrhundert. Er beherrscht mit seiner weißen Masse die ganze Altstadt. Wie in der Provence üblich ist er schlicht gestaltet. Er besteht aus einem recht hohen unteren Geschoss, das etwa in Höhe der Traufen des Mittelschiffs abschließt, das von drei weiteren deutlich weniger hohen Geschossen gefolgt wird, die alle durch ein schlichtes Kragprofil unterteilt werden. Nur die obersten beiden Geschosse werden von schlanken rundbogigen Klangöffnungen allseitig durchbrochen, in denen die Glocken frei aus- und einwärts schwingend aufgehängt sind. Das oberste Geschoss mit geringster Höhe ist von einem begehbaren Dach abgedeckt, was an zwei kleinen Wasserspeiern ein Stück unterhalb der Geschossoberkante erkennbar ist.

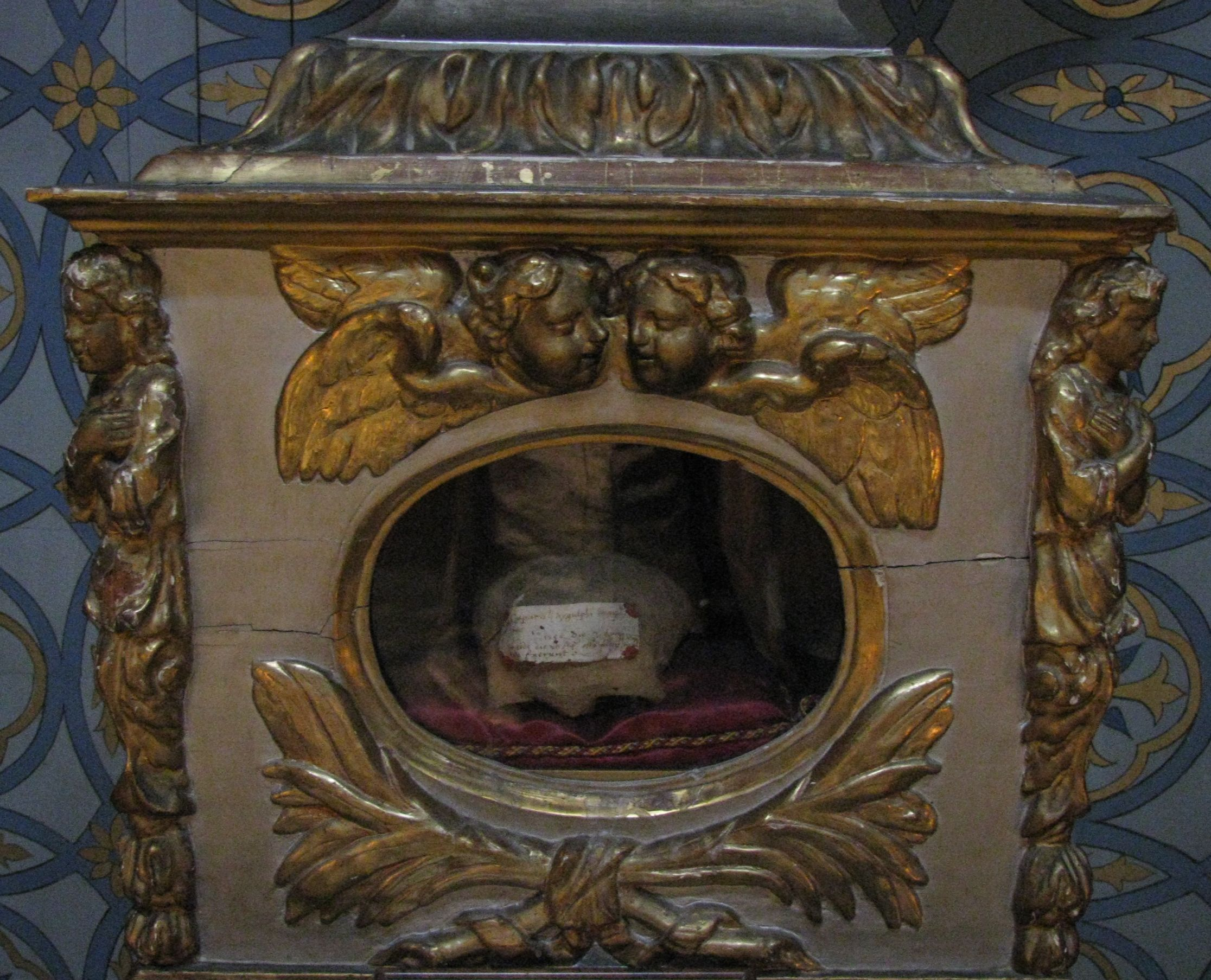
Reliquie des hl. Honoratus

### Ausstattung
Reliquien des heiligen Honoratus werden in einem holzgeschnitzten, farbig gefasste Reliquienschrein aufbewahrt. Sie kamen im Jahr 1391 in die Gegend, nachdem 1390 ein Mönch von Saint-Victor die in Arles aufbewahrten Reliquien entwendet und sie nach einem Aufenthalt in Ganagobie dem Kloster Lérins angeboten hatte, wo einer seiner Verwandten Messner war. Die feierliche Übernahme dieses „Geschenks“ erfolgte in Lérins am 20. Januar 1391.
Ein Retabel der Schule von Nizza (Ende des 15. Jahrhunderts) stellt in einer gotischen Holzrahmung den heiligen Honorat, den heiligen Papst Klemens und den heiligen Bischof Lambert von Vence dar. Die benachbarte Tafel von Gaillard (1643) zeigt eine Beschneidung Christi.
Ein wichtiges Bild, die Himmelfahrt Mariens von Subleyras (1741), bedeckt die Rückwand des Chors. Im südlichen Seitenschiff befindet sich eine Gruppe von Bildern des Malers Peter Paul Rubens aus dem Jahr 1602. Es handelt sich um eine Kreuzigung, eine Dornenkrönung und eine Hl. Helena. Rubens schuf die Bilder ursprünglich für die Kirche Santa Croce in Gerusalemme in Rom. Später gelangten sie in Privatbesitz und schließlich in das Hospital von Grasse. In der eleganten Sakramentskapelle sieht man eine Fußwaschung von Jean-Honoré Fragonard (1755), ein seltenes Beispiel religiöser Malerei dieses in Grasse geborenen Künstlers. Den barocken Dekor der vier Evangelisten schuf Johann Baptist Bailet. Der Altar von Fossati (1750) ist bemerkenswert.

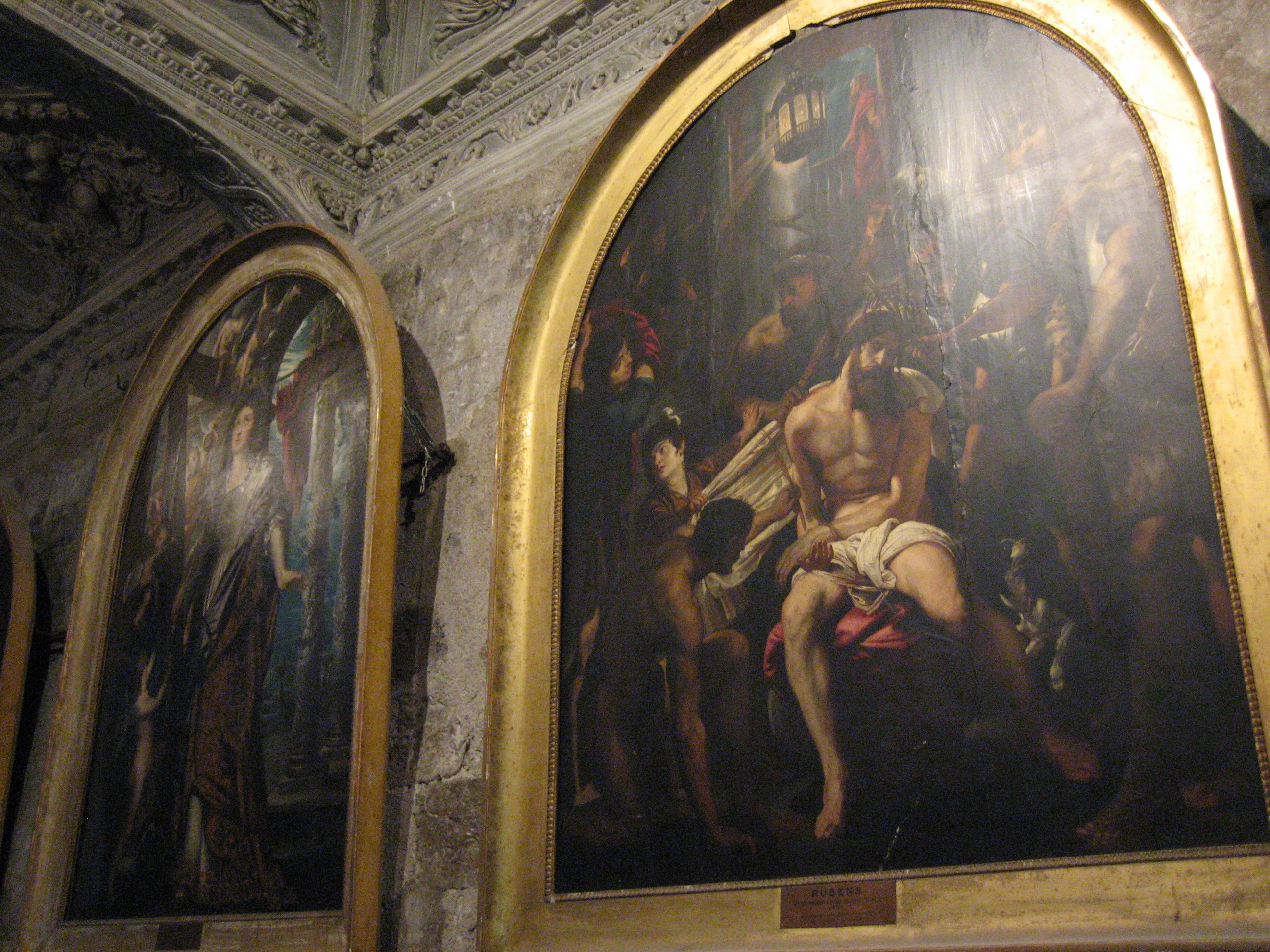
Dornenkrönung von Rubens
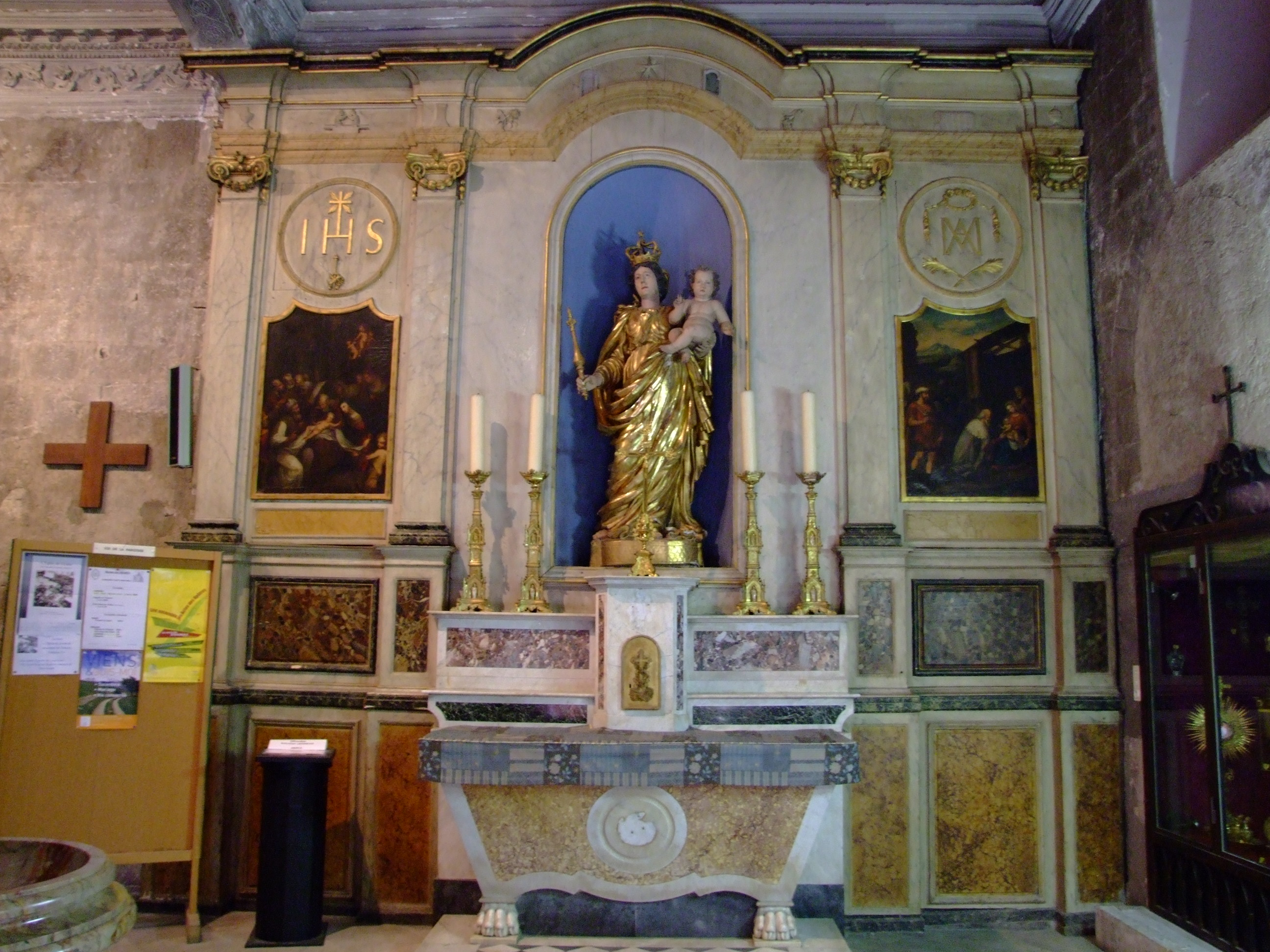
Altar
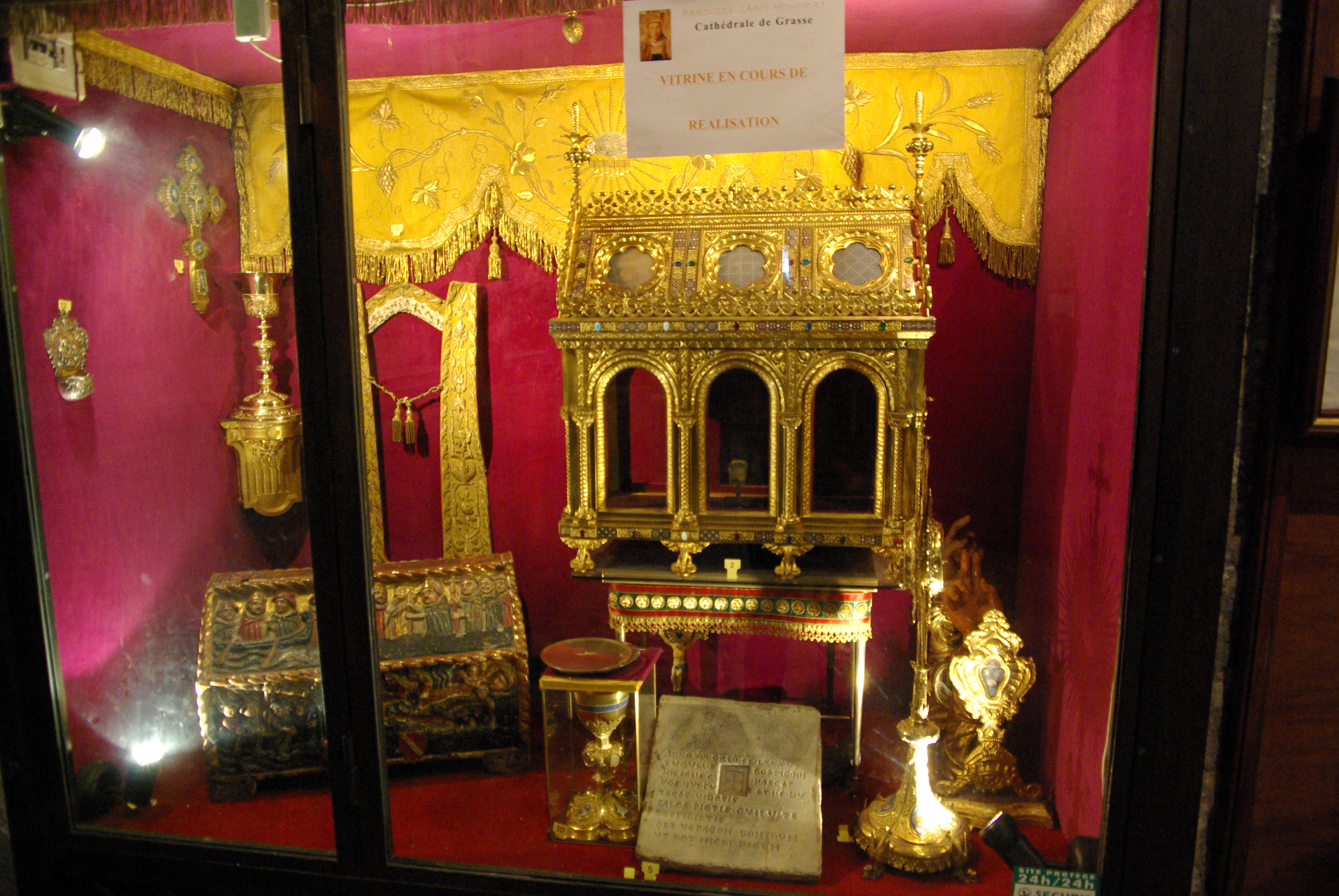
Reliquienschreine und liturgische Geräte
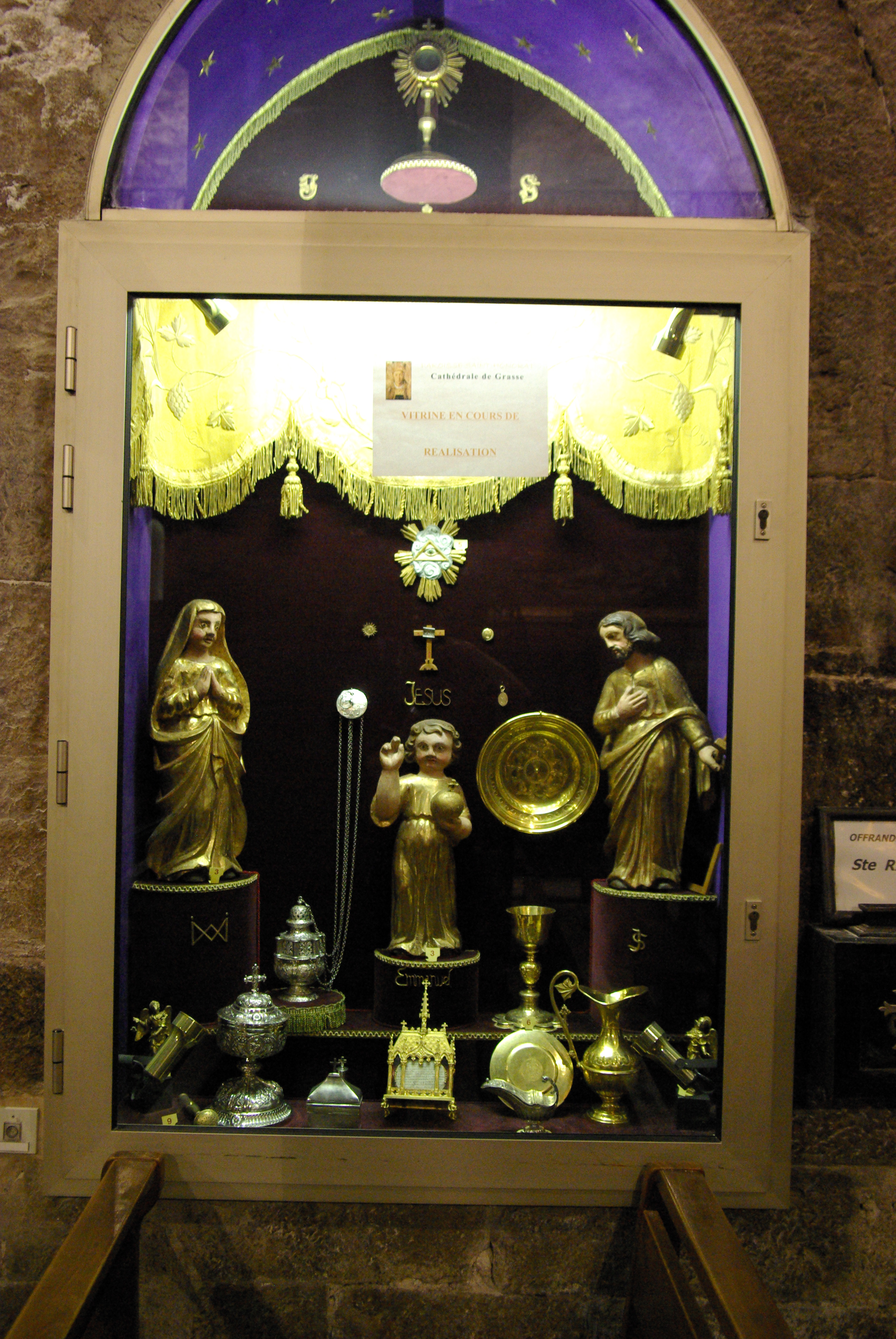
Skulpturen u. liturgische Geräte
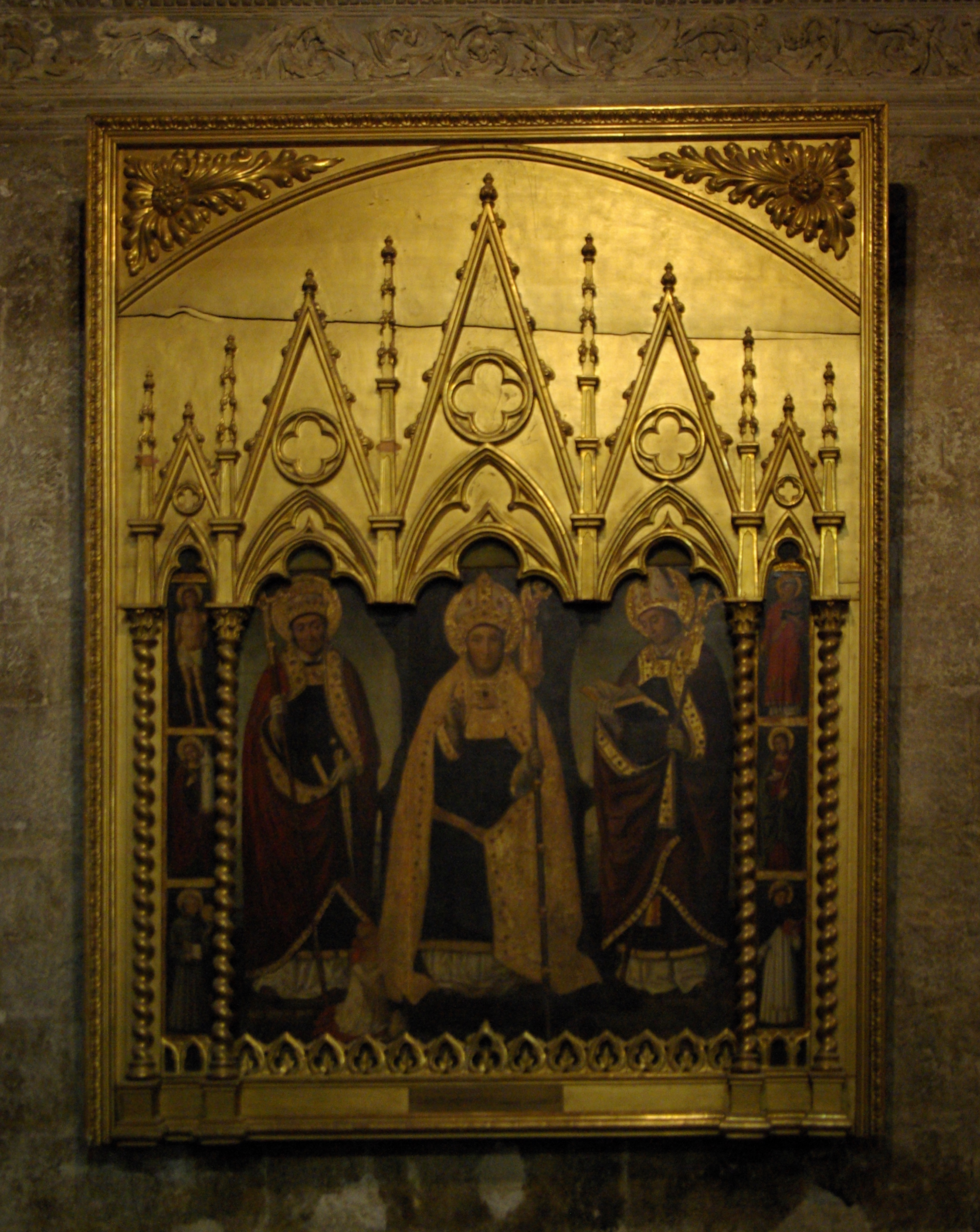
Hl. Honorat zwischen Papst Klemens u. Bischof Lambert

#### Orgel
Die Orgel wurde 1855 von dem Orgelbauer De Junkg (Toulouse) erbaut, und zuletzt 1981 durch die Orgelbaufirma 1981 restauriert und erweitert. Das Instrument hat 39 Register auf drei Manualen und Pedal. Die Trakturen sind mechanisch und mit Barker-Maschinen verstärkt.
| I Positif de Dos C–f3 |              |        |
| 1.                    | Bourdon      | 8′     |
| 2.                    | Flûte (D)    | 8′     |
| 3.                    | Montre       | 4′     |
| 4.                    | Nasard       | 2 ⁄3′  |
| 5.                    | Doublette    | 2′     |
| 6.                    | Tierce       | 1 3⁄5′ |
| 7.                    | Plein-jeu IV |        |
| 8.                    | Cromorne     | 8′     |

| II Grand Orgue C–f3 |                     |     |
| 9.                  | Bourdon             | 16′ |
| 10.                 | Salicional          | 16′ |
| 11.                 | Montre              | 8′  |
| 12.                 | Bourdon             | 8′  |
| 13.                 | Salicional          | 8′  |
| 14.                 | Prestant            | 4′  |
| 15.                 | Dulciane            | 4′  |
| 16.                 | Doublette           | 2′  |
| 17.                 | Cornet harmonique V |     |
| 18.                 | Fourniture IV       |     |
| 19.                 | Cymbale IV          |     |
| 20.                 | Bombarde            | 16′ |
| 21.                 | Trompette 1ère      | 8′  |
| 22.                 | Trompette 2ème      | 8′  |
| 23.                 | Clairon             | 4′  |

| III Récit expressif C–f3 |                      |     |
| 24.                      | Gambe (D)            | 16′ |
| 25.                      | Bourdon              | 8′  |
| 26.                      | Salicional           | 8′  |
| 27.                      | Flûte harmonique (D) | 4′  |
| 28.                      | Octavin              | 2′  |
| 29.                      | Plein-jeu III        |     |
| 30.                      | Cor anglais          | 16′ |
| 31.                      | Trompette            | 8′  |
| 32.                      | Hautbois             | 8′  |
| 33.                      | Voix humaine         | 8′  |
|                          | Tremolo              |     |

| Pedale C–f1 |             |         |
| 34.         | Contrebasse | 16′     |
| 35.         | Quinte      | 10 2⁄3′ |
| 36.         | Flûte       | 8′      |
| 37.         | Flûte       | 4′      |
| 38.         | Ophicléide  | 16′     |
| 39.         | Trompette   | 8′      |
| 30.         | Clairon     | 4′      |

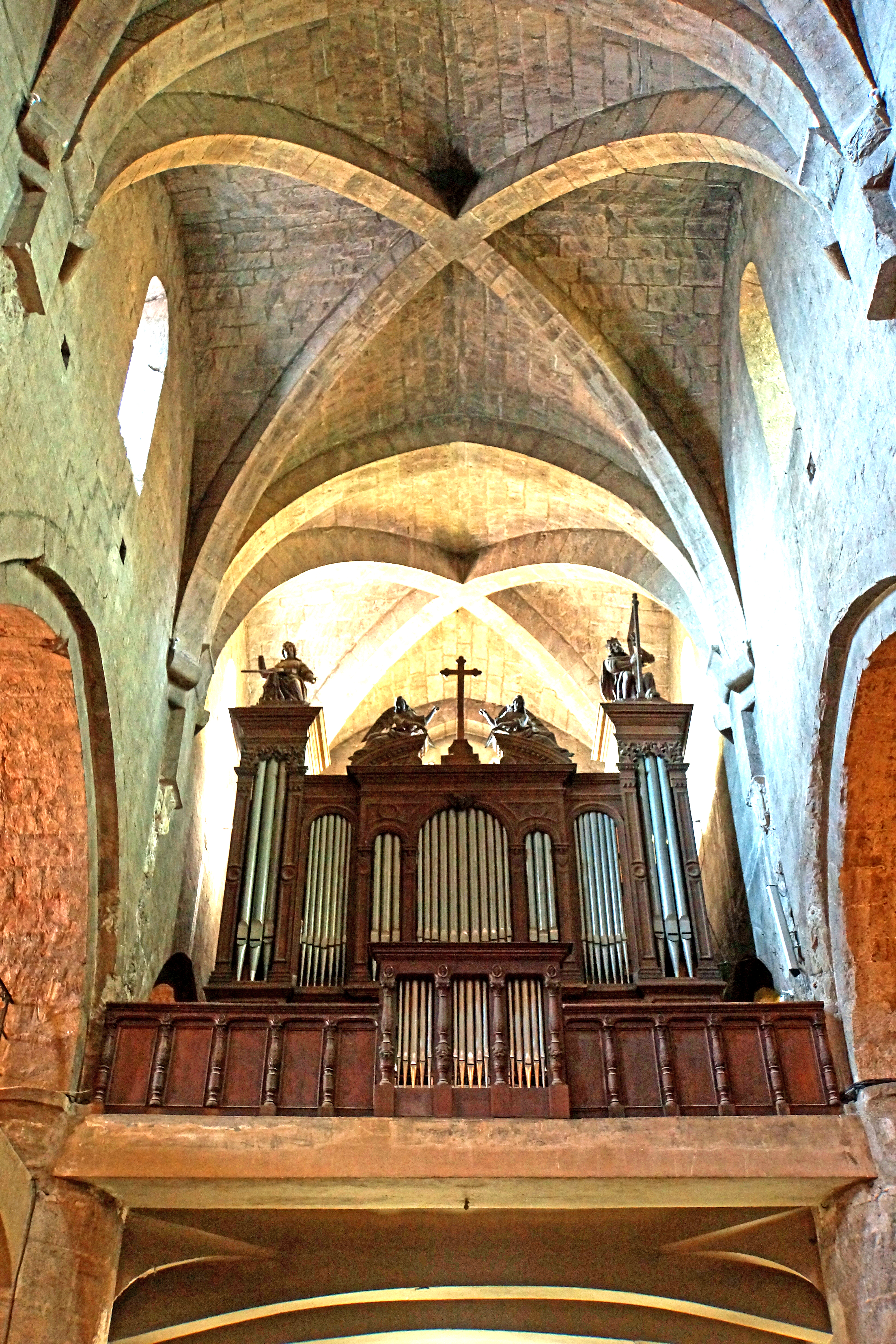
Blick auf die Orgel

- Koppeln: I/II, III/II, I/P, II/P, III/P

### Charakter und einige Daten
Die Kathedrale Notre-Dame von Grasse gehörte offensichtlich der Kunst der Seealpen an, während nur wenige Kilometer entfernt die heute nicht mehr existierende Abteikirche von Lérins nach provenzalischem Vorbild erbaut worden ist. Die Kathedrale von Grasse übernahm Elemente, Konstruktionsformen und Dekor aus Norditalien: runde Säulen, quadratische Kompositionsmuster der Fassade und der Portale, kubische Kapitelle, lombardische Bogenstellungen und andere. Man fügte hier allerdings diese Elemente in einer besonderen Form zusammen. So vereinigte man innen eng miteinander verbundene Volumina mit Konzeptionen provenzalischer Architekten.
Zweifellos wurden Dekorateure und Arbeitskräfte von jenseits der Berge herangezogen. Grasse pflegte Handels- und sogar politische Beziehungen zu Italien. Dokumentiert sind Bündnisse der Stadträte, das erste mit Pisa 1179, dann mit Genua 1198. Diesen letzteren Vertrag bestätigte man sich immer wieder, so etwa 1227, 1251 und 1288. 1227 unterbrach die Besetzung durch den Grafen der Provence, Raimond Berenger, dies Beziehungen keineswegs. Schließlich stammte auch der Propst von Antibes, der Vogt von Grasse, die Person, der die Hauptverdienste um die Neuorganisation der Diözese von Grasse zukamen, aus dem Piemont. Ebenfalls gehörte dazu auch der berühmte Jurist Henri de Bartholomei, der kurz danach Bischof von Sisteron wurde, bevor er als Kardinal, Bischof von Ostia und Velletri starb.
Die entwickelten Kreuzrippengewölbe mit ihren Kapitellen, die spitzen Gurtbögen und die Schlusssteine, das Muster in den Spitzbögen der Fenster, die direkte Belichtung des Schiffs, selbst an der Nordseite legen eine Entstehung des Bauwerks im Verlauf des 13. Jahrhunderts nahe. Die Kühnheit des Mittelschiffs zeigt sich am "lombardischen" Giebel, an der Fassade und dem ehemaligen Chorhaupt, welches wie die Chorapsis von Senez skulptiert ist, aber fortlaufende Gesimsbänder bildet. Die Übereinstimmung der Fassade mit der Spätromanik Liguriens wurde bereits erwähnt.
Alles schließt darauf, dass man für den künftigen Bischof eine wirklich neue Kirche bauen wollte, denn Grasse wurde 1244 Bischofssitz.